# Lista de asteroides (378001-379000)
Esta é uma lista parcial de asteroides, do asteroide número 378001 até o 379000, inclusive. Veja também o índice com todas as listas disponíveis.

| Objeto Próximos à Terra | Cinturão de asteroides (interno) | Cinturão de asteroides (externo) | Centauro       |
| Cruzador de Marte       | Cinturão de asteroides (meio)    | Troianos de Júpiter              | Transnetuniano |

Veja mais dados de cada asteroide na ligação externa para o Minor Planet Center na última coluna.
Índice: 378001... 378101... 378201... 378301... 378401... 378501... 378601... 378701... 378801... 378901... 

## 378001–378100
| Designação      | Designação | Descoberta  | Descoberta           | Descobridor(es)     | Categoria | Mais informações / Referência |
| Permanente      | Provisória | Data        | Local                | Descobridor(es)     | Categoria | Mais informações / Referência |
| --------------- | ---------- | ----------- | -------------------- | ------------------- | --------- | ----------------------------- |
| 378001          | 2006 RR98  | 15 set 2006 | Kitt Peak            | Spacewatch          | —         | MPC                           |
| 378002 ʻAkialoa | 2006 RK112 | 14 set 2006 | Mauna Kea            | J. Masiero          | —         | MPC                           |
| 378003          | 2006 SW    | 17 set 2006 | Pla D'Arguines       | R. Ferrando         | —         | MPC                           |
| 378004          | 2006 SX25  | 16 set 2006 | Catalina             | CSS                 | —         | MPC                           |
| 378005          | 2006 SR31  | 17 set 2006 | Kitt Peak            | Spacewatch          | —         | MPC                           |
| 378006          | 2006 SX32  | 17 set 2006 | Kitt Peak            | Spacewatch          | —         | MPC                           |
| 378007          | 2006 SQ38  | 18 set 2006 | Kitt Peak            | Spacewatch          | —         | MPC                           |
| 378008          | 2006 SO43  | 16 set 2006 | Catalina             | CSS                 | —         | MPC                           |
| 378009          | 2006 SG46  | 18 set 2006 | Kitt Peak            | Spacewatch          | —         | MPC                           |
| 378010          | 2006 SP60  | 18 set 2006 | Catalina             | CSS                 | —         | MPC                           |
| 378011          | 2006 SK69  | 19 set 2006 | Kitt Peak            | Spacewatch          | —         | MPC                           |
| 378012          | 2006 SU70  | 19 set 2006 | Kitt Peak            | Spacewatch          | —         | MPC                           |
| 378013          | 2006 SV71  | 19 set 2006 | Kitt Peak            | Spacewatch          | —         | MPC                           |
| 378014          | 2006 SP149 | 19 set 2006 | Kitt Peak            | Spacewatch          | —         | MPC                           |
| 378015          | 2006 SM156 | 23 set 2006 | Kitt Peak            | Spacewatch          | —         | MPC                           |
| 378016          | 2006 SS161 | 24 set 2006 | Kitt Peak            | Spacewatch          | —         | MPC                           |
| 378017          | 2006 SB163 | 24 set 2006 | Kitt Peak            | Spacewatch          | —         | MPC                           |
| 378018          | 2006 SW164 | 25 set 2006 | Kitt Peak            | Spacewatch          | —         | MPC                           |
| 378019          | 2006 SL185 | 25 set 2006 | Kitt Peak            | Spacewatch          | —         | MPC                           |
| 378020          | 2006 SQ256 | 26 set 2006 | Kitt Peak            | Spacewatch          | —         | MPC                           |
| 378021          | 2006 SM259 | 26 set 2006 | Kitt Peak            | Spacewatch          | —         | MPC                           |
| 378022          | 2006 SD283 | 18 set 2006 | Anderson Mesa        | LONEOS              | —         | MPC                           |
| 378023          | 2006 SS311 | 27 set 2006 | Kitt Peak            | Spacewatch          | —         | MPC                           |
| 378024          | 2006 SV314 | 27 set 2006 | Kitt Peak            | Spacewatch          | —         | MPC                           |
| 378025          | 2006 SX321 | 27 set 2006 | Kitt Peak            | Spacewatch          | —         | MPC                           |
| 378026          | 2006 SQ324 | 17 set 2006 | Kitt Peak            | Spacewatch          | —         | MPC                           |
| 378027          | 2006 SX326 | 27 set 2006 | Kitt Peak            | Spacewatch          | —         | MPC                           |
| 378028          | 2006 SU337 | 28 set 2006 | Kitt Peak            | Spacewatch          | —         | MPC                           |
| 378029          | 2006 SZ337 | 28 set 2006 | Kitt Peak            | Spacewatch          | —         | MPC                           |
| 378030          | 2006 SG352 | 30 set 2006 | Catalina             | CSS                 | —         | MPC                           |
| 378031          | 2006 SZ355 | 30 set 2006 | Catalina             | CSS                 | —         | MPC                           |
| 378032          | 2006 SH363 | 30 set 2006 | Mount Lemmon         | Mount Lemmon Survey | —         | MPC                           |
| 378033          | 2006 SQ391 | 18 set 2006 | Kitt Peak            | Spacewatch          | —         | MPC                           |
| 378034          | 2006 SH392 | 25 set 2006 | Mount Lemmon         | Mount Lemmon Survey | —         | MPC                           |
| 378035          | 2006 SE394 | 30 set 2006 | Mount Lemmon         | Mount Lemmon Survey | —         | MPC                           |
| 378036          | 2006 SD398 | 28 set 2006 | Mount Lemmon         | Mount Lemmon Survey | —         | MPC                           |
| 378037          | 2006 SE401 | 27 set 2006 | Mount Lemmon         | Mount Lemmon Survey | Mitidika  | MPC                           |
| 378038          | 2006 SM402 | 25 set 2006 | Kitt Peak            | Spacewatch          | —         | MPC                           |
| 378039          | 2006 SP405 | 16 set 2006 | Kitt Peak            | Spacewatch          | —         | MPC                           |
| 378040          | 2006 SY410 | 20 set 2006 | Kitt Peak            | Spacewatch          | —         | MPC                           |
| 378041          | 2006 SX411 | 28 set 2006 | Catalina             | CSS                 | —         | MPC                           |
| 378042          | 2006 TN12  | 22 dez 2003 | Kitt Peak            | Spacewatch          | —         | MPC                           |
| 378043          | 2006 TX20  | 11 out 2006 | Kitt Peak            | Spacewatch          | —         | MPC                           |
| 378044          | 2006 TT22  | 11 out 2006 | Kitt Peak            | Spacewatch          | —         | MPC                           |
| 378045          | 2006 TR23  | 11 out 2006 | Kitt Peak            | Spacewatch          | —         | MPC                           |
| 378046          | 2006 TX23  | 30 set 2006 | Mount Lemmon         | Mount Lemmon Survey | —         | MPC                           |
| 378047          | 2006 TH32  | 12 out 2006 | Kitt Peak            | Spacewatch          | —         | MPC                           |
| 378048          | 2006 TD33  | 12 out 2006 | Kitt Peak            | Spacewatch          | —         | MPC                           |
| 378049          | 2006 TM34  | 12 out 2006 | Kitt Peak            | Spacewatch          | —         | MPC                           |
| 378050          | 2006 TJ39  | 12 out 2006 | Kitt Peak            | Spacewatch          | —         | MPC                           |
| 378051          | 2006 TY46  | 12 out 2006 | Kitt Peak            | Spacewatch          | —         | MPC                           |
| 378052          | 2006 TA51  | 12 out 2006 | Kitt Peak            | Spacewatch          | —         | MPC                           |
| 378053          | 2006 TC60  | 13 out 2006 | Kitt Peak            | Spacewatch          | —         | MPC                           |
| 378054          | 2006 TF60  | 13 out 2006 | Kitt Peak            | Spacewatch          | —         | MPC                           |
| 378055          | 2006 TN64  | 11 out 2006 | Kitt Peak            | Spacewatch          | —         | MPC                           |
| 378056          | 2006 TM74  | 11 out 2006 | Palomar              | NEAT                | —         | MPC                           |
| 378057          | 2006 TW83  | 4 out 2006  | Mount Lemmon         | Mount Lemmon Survey | —         | MPC                           |
| 378058          | 2006 TY84  | 4 out 2006  | Mount Lemmon         | Mount Lemmon Survey | —         | MPC                           |
| 378059          | 2006 TL86  | 13 out 2006 | Kitt Peak            | Spacewatch          | —         | MPC                           |
| 378060          | 2006 TE91  | 13 out 2006 | Kitt Peak            | Spacewatch          | —         | MPC                           |
| 378061          | 2006 TZ91  | 13 out 2006 | Kitt Peak            | Spacewatch          | —         | MPC                           |
| 378062          | 2006 TH93  | 2 out 2006  | Mount Lemmon         | Mount Lemmon Survey | —         | MPC                           |
| 378063          | 2006 TL98  | 15 out 2006 | Kitt Peak            | Spacewatch          | —         | MPC                           |
| 378064          | 2006 TU99  | 15 out 2006 | Kitt Peak            | Spacewatch          | —         | MPC                           |
| 378065          | 2006 TL125 | 13 out 2006 | Kitt Peak            | Spacewatch          | —         | MPC                           |
| 378066          | 2006 TN129 | 2 out 2006  | Catalina             | CSS                 | —         | MPC                           |
| 378067          | 2006 UD6   | 3 out 2006  | Mount Lemmon         | Mount Lemmon Survey | —         | MPC                           |
| 378068          | 2006 UP13  | 17 out 2006 | Mount Lemmon         | Mount Lemmon Survey | —         | MPC                           |
| 378069          | 2006 UT14  | 17 out 2006 | Mount Lemmon         | Mount Lemmon Survey | Mitidika  | MPC                           |
| 378070          | 2006 US23  | 16 out 2006 | Kitt Peak            | Spacewatch          | —         | MPC                           |
| 378071          | 2006 UB31  | 16 out 2006 | Kitt Peak            | Spacewatch          | —         | MPC                           |
| 378072          | 2006 UY51  | 17 out 2006 | Kitt Peak            | Spacewatch          | —         | MPC                           |
| 378073          | 2006 UB53  | 17 out 2006 | Mount Lemmon         | Mount Lemmon Survey | —         | MPC                           |
| 378074          | 2006 UK54  | 17 out 2006 | Catalina             | CSS                 | —         | MPC                           |
| 378075          | 2006 UJ62  | 17 out 2006 | Mount Lemmon         | Mount Lemmon Survey | —         | MPC                           |
| 378076          | 2006 UQ64  | 23 set 2006 | Vallemare di Borbona | V. S. Casulli       | —         | MPC                           |
| 378077          | 2006 UE67  | 16 out 2006 | Mount Lemmon         | Mount Lemmon Survey | —         | MPC                           |
| 378078          | 2006 UQ69  | 3 out 2006  | Mount Lemmon         | Mount Lemmon Survey | —         | MPC                           |
| 378079          | 2006 US69  | 16 out 2006 | Catalina             | CSS                 | —         | MPC                           |
| 378080          | 2006 UW71  | 17 out 2006 | Kitt Peak            | Spacewatch          | —         | MPC                           |
| 378081          | 2006 UY72  | 17 out 2006 | Kitt Peak            | Spacewatch          | —         | MPC                           |
| 378082          | 2006 UW82  | 2 out 2006  | Mount Lemmon         | Mount Lemmon Survey | —         | MPC                           |
| 378083          | 2006 UH85  | 17 out 2006 | Kitt Peak            | Spacewatch          | —         | MPC                           |
| 378084          | 2006 UM87  | 17 out 2006 | Mount Lemmon         | Mount Lemmon Survey | —         | MPC                           |
| 378085          | 2006 UT88  | 17 out 2006 | Kitt Peak            | Spacewatch          | —         | MPC                           |
| 378086          | 2006 UB89  | 17 out 2006 | Kitt Peak            | Spacewatch          | —         | MPC                           |
| 378087          | 2006 UG90  | 17 out 2006 | Kitt Peak            | Spacewatch          | —         | MPC                           |
| 378088          | 2006 UM92  | 18 out 2006 | Kitt Peak            | Spacewatch          | —         | MPC                           |
| 378089          | 2006 UY93  | 18 out 2006 | Kitt Peak            | Spacewatch          | —         | MPC                           |
| 378090          | 2006 UD96  | 18 out 2006 | Kitt Peak            | Spacewatch          | —         | MPC                           |
| 378091          | 2006 UD107 | 18 out 2006 | Kitt Peak            | Spacewatch          | —         | MPC                           |
| 378092          | 2006 UY108 | 18 out 2006 | Kitt Peak            | Spacewatch          | —         | MPC                           |
| 378093          | 2006 UH111 | 29 ago 2006 | Anderson Mesa        | LONEOS              | —         | MPC                           |
| 378094          | 2006 UF134 | 3 out 2006  | Mount Lemmon         | Mount Lemmon Survey | —         | MPC                           |
| 378095          | 2006 UP142 | 19 out 2006 | Kitt Peak            | Spacewatch          | —         | MPC                           |
| 378096          | 2006 UY147 | 18 set 2006 | Kitt Peak            | Spacewatch          | —         | MPC                           |
| 378097          | 2006 UJ156 | 21 out 2006 | Mount Lemmon         | Mount Lemmon Survey | —         | MPC                           |
| 378098          | 2006 UV169 | 21 out 2006 | Mount Lemmon         | Mount Lemmon Survey | —         | MPC                           |
| 378099          | 2006 UF170 | 3 out 2006  | Mount Lemmon         | Mount Lemmon Survey | —         | MPC                           |
| 378100          | 2006 UZ171 | 21 out 2006 | Mount Lemmon         | Mount Lemmon Survey | —         | MPC                           |

## 378101–378200
| Designação | Designação | Descoberta  | Descoberta   | Descobridor(es)     | Categoria | Mais informações / Referência |
| Permanente | Provisória | Data        | Local        | Descobridor(es)     | Categoria | Mais informações / Referência |
| ---------- | ---------- | ----------- | ------------ | ------------------- | --------- | ----------------------------- |
| 378101     | 2006 UG173 | 2 out 2006  | Mount Lemmon | Mount Lemmon Survey | —         | MPC                           |
| 378102     | 2006 UR184 | 28 set 2006 | Catalina     | CSS                 | —         | MPC                           |
| 378103     | 2006 UG200 | 21 out 2006 | Kitt Peak    | Spacewatch          | —         | MPC                           |
| 378104     | 2006 UR210 | 23 out 2006 | Kitt Peak    | Spacewatch          | —         | MPC                           |
| 378105     | 2006 UD218 | 28 set 2006 | Mount Lemmon | Mount Lemmon Survey | —         | MPC                           |
| 378106     | 2006 UG219 | 26 set 2006 | Catalina     | CSS                 | —         | MPC                           |
| 378107     | 2006 UH219 | 16 out 2006 | Catalina     | CSS                 | —         | MPC                           |
| 378108     | 2006 UO223 | 19 out 2006 | Mount Lemmon | Mount Lemmon Survey | —         | MPC                           |
| 378109     | 2006 UU224 | 19 out 2006 | Catalina     | CSS                 | —         | MPC                           |
| 378110     | 2006 UK236 | 23 out 2006 | Kitt Peak    | Spacewatch          | —         | MPC                           |
| 378111     | 2006 UQ237 | 23 out 2006 | Kitt Peak    | Spacewatch          | —         | MPC                           |
| 378112     | 2006 UG239 | 23 out 2006 | Kitt Peak    | Spacewatch          | —         | MPC                           |
| 378113     | 2006 UM244 | 27 out 2006 | Mount Lemmon | Mount Lemmon Survey | Mitidika  | MPC                           |
| 378114     | 2006 UW253 | 27 out 2006 | Mount Lemmon | Mount Lemmon Survey | —         | MPC                           |
| 378115     | 2006 UV257 | 28 out 2006 | Mount Lemmon | Mount Lemmon Survey | —         | MPC                           |
| 378116     | 2006 UC259 | 28 out 2006 | Mount Lemmon | Mount Lemmon Survey | —         | MPC                           |
| 378117     | 2006 UH280 | 28 out 2006 | Mount Lemmon | Mount Lemmon Survey | —         | MPC                           |
| 378118     | 2006 UK280 | 30 set 2006 | Mount Lemmon | Mount Lemmon Survey | —         | MPC                           |
| 378119     | 2006 UW319 | 19 out 2006 | Kitt Peak    | M. W. Buie          | —         | MPC                           |
| 378120     | 2006 UC328 | 16 out 2006 | Kitt Peak    | Spacewatch          | —         | MPC                           |
| 378121     | 2006 UU329 | 29 out 2006 | Mount Lemmon | Mount Lemmon Survey | —         | MPC                           |
| 378122     | 2006 UC335 | 16 out 2006 | Catalina     | CSS                 | —         | MPC                           |
| 378123     | 2006 UK338 | 28 out 2006 | Mount Lemmon | Mount Lemmon Survey | —         | MPC                           |
| 378124     | 2006 VT2   | 11 nov 2006 | Kitt Peak    | Spacewatch          | —         | MPC                           |
| 378125     | 2006 VO7   | 30 set 2006 | Mount Lemmon | Mount Lemmon Survey | —         | MPC                           |
| 378126     | 2006 VO9   | 30 set 2006 | Mount Lemmon | Mount Lemmon Survey | —         | MPC                           |
| 378127     | 2006 VH10  | 11 nov 2006 | Mount Lemmon | Mount Lemmon Survey | —         | MPC                           |
| 378128     | 2006 VA16  | 9 nov 2006  | Kitt Peak    | Spacewatch          | —         | MPC                           |
| 378129     | 2006 VB16  | 27 set 2006 | Mount Lemmon | Mount Lemmon Survey | —         | MPC                           |
| 378130     | 2006 VJ17  | 9 nov 2006  | Kitt Peak    | Spacewatch          | Mitidika  | MPC                           |
| 378131     | 2006 VZ20  | 9 nov 2006  | Kitt Peak    | Spacewatch          | —         | MPC                           |
| 378132     | 2006 VR25  | 10 nov 2006 | Kitt Peak    | Spacewatch          | —         | MPC                           |
| 378133     | 2006 VV29  | 10 nov 2006 | Kitt Peak    | Spacewatch          | —         | MPC                           |
| 378134     | 2006 VK35  | 11 nov 2006 | Mount Lemmon | Mount Lemmon Survey | —         | MPC                           |
| 378135     | 2006 VE36  | 30 set 2006 | Mount Lemmon | Mount Lemmon Survey | —         | MPC                           |
| 378136     | 2006 VX41  | 30 set 2006 | Mount Lemmon | Mount Lemmon Survey | —         | MPC                           |
| 378137     | 2006 VS44  | 12 nov 2006 | Mount Lemmon | Mount Lemmon Survey | Mitidika  | MPC                           |
| 378138     | 2006 VW45  | 19 out 2006 | Mount Lemmon | Mount Lemmon Survey | —         | MPC                           |
| 378139     | 2006 VW46  | 9 nov 2006  | Kitt Peak    | Spacewatch          | —         | MPC                           |
| 378140     | 2006 VF60  | 11 nov 2006 | Kitt Peak    | Spacewatch          | —         | MPC                           |
| 378141     | 2006 VP67  | 11 nov 2006 | Kitt Peak    | Spacewatch          | —         | MPC                           |
| 378142     | 2006 VR78  | 12 nov 2006 | Mount Lemmon | Mount Lemmon Survey | —         | MPC                           |
| 378143     | 2006 VT78  | 12 nov 2006 | Mount Lemmon | Mount Lemmon Survey | —         | MPC                           |
| 378144     | 2006 VG79  | 12 nov 2006 | Mount Lemmon | Mount Lemmon Survey | —         | MPC                           |
| 378145     | 2006 VP83  | 13 out 2006 | Kitt Peak    | Spacewatch          | —         | MPC                           |
| 378146     | 2006 VZ89  | 14 nov 2006 | Kitt Peak    | Spacewatch          | —         | MPC                           |
| 378147     | 2006 VW90  | 23 out 2006 | Kitt Peak    | Spacewatch          | —         | MPC                           |
| 378148     | 2006 VF107 | 27 set 2006 | Mount Lemmon | Mount Lemmon Survey | —         | MPC                           |
| 378149     | 2006 VR113 | 28 set 2006 | Mount Lemmon | Mount Lemmon Survey | —         | MPC                           |
| 378150     | 2006 VY114 | 27 set 2006 | Mount Lemmon | Mount Lemmon Survey | —         | MPC                           |
| 378151     | 2006 VS115 | 14 nov 2006 | Kitt Peak    | Spacewatch          | —         | MPC                           |
| 378152     | 2006 VQ117 | 14 nov 2006 | Kitt Peak    | Spacewatch          | Mitidika  | MPC                           |
| 378153     | 2006 VK140 | 15 nov 2006 | Kitt Peak    | Spacewatch          | —         | MPC                           |
| 378154     | 2006 VT140 | 15 nov 2006 | Kitt Peak    | Spacewatch          | —         | MPC                           |
| 378155     | 2006 VU140 | 15 nov 2006 | Kitt Peak    | Spacewatch          | Mitidika  | MPC                           |
| 378156     | 2006 VV146 | 15 nov 2006 | Mount Lemmon | Mount Lemmon Survey | —         | MPC                           |
| 378157     | 2006 VQ150 | 9 nov 2006  | Palomar      | NEAT                | —         | MPC                           |
| 378158     | 2006 VM153 | 8 nov 2006  | Palomar      | NEAT                | —         | MPC                           |
| 378159     | 2006 VB170 | 11 nov 2006 | Mount Lemmon | Mount Lemmon Survey | —         | MPC                           |
| 378160     | 2006 WX1   | 19 nov 2006 | Catalina     | CSS                 | —         | MPC                           |
| 378161     | 2006 WK4   | 18 nov 2006 | Socorro      | LINEAR              | —         | MPC                           |
| 378162     | 2006 WQ7   | 16 nov 2006 | Kitt Peak    | Spacewatch          | —         | MPC                           |
| 378163     | 2006 WC8   | 16 nov 2006 | Socorro      | LINEAR              | —         | MPC                           |
| 378164     | 2006 WT39  | 16 nov 2006 | Kitt Peak    | Spacewatch          | —         | MPC                           |
| 378165     | 2006 WC43  | 16 nov 2006 | Mount Lemmon | Mount Lemmon Survey | —         | MPC                           |
| 378166     | 2006 WV45  | 16 nov 2006 | Mount Lemmon | Mount Lemmon Survey | —         | MPC                           |
| 378167     | 2006 WR51  | 16 nov 2006 | Kitt Peak    | Spacewatch          | —         | MPC                           |
| 378168     | 2006 WC60  | 23 out 2006 | Mount Lemmon | Mount Lemmon Survey | —         | MPC                           |
| 378169     | 2006 WF75  | 18 nov 2006 | Kitt Peak    | Spacewatch          | —         | MPC                           |
| 378170     | 2006 WF79  | 18 nov 2006 | Kitt Peak    | Spacewatch          | —         | MPC                           |
| 378171     | 2006 WY79  | 18 nov 2006 | Kitt Peak    | Spacewatch          | —         | MPC                           |
| 378172     | 2006 WV96  | 19 out 2006 | Mount Lemmon | Mount Lemmon Survey | —         | MPC                           |
| 378173     | 2006 WN106 | 19 nov 2006 | Kitt Peak    | Spacewatch          | —         | MPC                           |
| 378174     | 2006 WF110 | 19 nov 2006 | Kitt Peak    | Spacewatch          | —         | MPC                           |
| 378175     | 2006 WA129 | 23 nov 2006 | Mount Lemmon | Mount Lemmon Survey | —         | MPC                           |
| 378176     | 2006 WB162 | 23 nov 2006 | Kitt Peak    | Spacewatch          | —         | MPC                           |
| 378177     | 2006 WY167 | 23 nov 2006 | Kitt Peak    | Spacewatch          | —         | MPC                           |
| 378178     | 2006 WG171 | 23 nov 2006 | Kitt Peak    | Spacewatch          | —         | MPC                           |
| 378179     | 2006 WL182 | 24 nov 2006 | Mount Lemmon | Mount Lemmon Survey | —         | MPC                           |
| 378180     | 2006 WY183 | 25 nov 2006 | Mount Lemmon | Mount Lemmon Survey | —         | MPC                           |
| 378181     | 2006 WG198 | 27 nov 2006 | Mount Lemmon | Mount Lemmon Survey | —         | MPC                           |
| 378182     | 2006 WU202 | 27 nov 2006 | Mount Lemmon | Mount Lemmon Survey | —         | MPC                           |
| 378183     | 2006 XK7   | 9 dez 2006  | Kitt Peak    | Spacewatch          | —         | MPC                           |
| 378184     | 2006 XD10  | 18 nov 2006 | Kitt Peak    | Spacewatch          | —         | MPC                           |
| 378185     | 2006 XF11  | 10 dez 2006 | Kitt Peak    | Spacewatch          | —         | MPC                           |
| 378186     | 2006 XZ16  | 10 dez 2006 | Kitt Peak    | Spacewatch          | —         | MPC                           |
| 378187     | 2006 XG17  | 10 dez 2006 | Kitt Peak    | Spacewatch          | —         | MPC                           |
| 378188     | 2006 XA23  | 19 nov 2006 | Kitt Peak    | Spacewatch          | —         | MPC                           |
| 378189     | 2006 XD29  | 13 dez 2006 | Mount Lemmon | Mount Lemmon Survey | —         | MPC                           |
| 378190     | 2006 XO33  | 11 dez 2006 | Kitt Peak    | Spacewatch          | —         | MPC                           |
| 378191     | 2006 XP33  | 11 dez 2006 | Kitt Peak    | Spacewatch          | —         | MPC                           |
| 378192     | 2006 XH43  | 12 dez 2006 | Mount Lemmon | Mount Lemmon Survey | —         | MPC                           |
| 378193     | 2006 XF45  | 13 dez 2006 | Kitt Peak    | Spacewatch          | Mitidika  | MPC                           |
| 378194     | 2006 XN53  | 14 dez 2006 | Catalina     | CSS                 | —         | MPC                           |
| 378195     | 2006 XA55  | 15 dez 2006 | Socorro      | LINEAR              | —         | MPC                           |
| 378196     | 2006 XT58  | 14 dez 2006 | Kitt Peak    | Spacewatch          | —         | MPC                           |
| 378197     | 2006 XG70  | 13 dez 2006 | Kitt Peak    | Spacewatch          | —         | MPC                           |
| 378198     | 2006 XJ70  | 22 out 2006 | Mount Lemmon | Mount Lemmon Survey | —         | MPC                           |
| 378199     | 2006 YL21  | 21 dez 2006 | Kitt Peak    | Spacewatch          | —         | MPC                           |
| 378200     | 2006 YL26  | 10 dez 2006 | Kitt Peak    | Spacewatch          | —         | MPC                           |

## 378201–378300
| Designação         | Designação | Descoberta  | Descoberta        | Descobridor(es)     | Categoria | Mais informações / Referência |
| Permanente         | Provisória | Data        | Local             | Descobridor(es)     | Categoria | Mais informações / Referência |
| ------------------ | ---------- | ----------- | ----------------- | ------------------- | --------- | ----------------------------- |
| 378201             | 2006 YY29  | 21 dez 2006 | Kitt Peak         | Spacewatch          | —         | MPC                           |
| 378202             | 2006 YV36  | 22 nov 2006 | Mount Lemmon      | Mount Lemmon Survey | —         | MPC                           |
| 378203             | 2006 YW42  | 23 dez 2006 | Mount Lemmon      | Mount Lemmon Survey | —         | MPC                           |
| 378204 Bettyhesser | 2006 YF49  | 26 dez 2006 | Mauna Kea         | D. D. Balam         | —         | MPC                           |
| 378205             | 2006 YP49  | 28 dez 2006 | Pla D'Arguines    | R. Ferrando         | —         | MPC                           |
| 378206             | 2006 YQ55  | 24 dez 2006 | Mount Lemmon      | Mount Lemmon Survey | —         | MPC                           |
| 378207             | 2007 AH1   | 8 jan 2007  | Mount Lemmon      | Mount Lemmon Survey | Mitidika  | MPC                           |
| 378208             | 2007 AK1   | 8 jan 2007  | Mount Lemmon      | Mount Lemmon Survey | —         | MPC                           |
| 378209             | 2007 AA4   | 8 jan 2007  | Catalina          | CSS                 | —         | MPC                           |
| 378210             | 2007 AR8   | 27 nov 2006 | Mount Lemmon      | Mount Lemmon Survey | —         | MPC                           |
| 378211             | 2007 AK9   | 13 jan 2007 | Pla D'Arguines    | R. Ferrando         | —         | MPC                           |
| 378212             | 2007 AO9   | 8 jan 2007  | Kitt Peak         | Spacewatch          | —         | MPC                           |
| 378213             | 2007 AF11  | 10 jan 2007 | Mount Lemmon      | Mount Lemmon Survey | —         | MPC                           |
| 378214 Sauron      | 2007 AP11  | 14 jan 2007 | Taunus            | E. Schwab, R. Kling | —         | MPC                           |
| 378215             | 2007 AZ12  | 9 jan 2007  | Mount Lemmon      | Mount Lemmon Survey | —         | MPC                           |
| 378216             | 2007 AZ18  | 16 jul 2001 | Socorro           | LINEAR              | —         | MPC                           |
| 378217             | 2007 AB25  | 24 dez 2006 | Kitt Peak         | Spacewatch          | —         | MPC                           |
| 378218             | 2007 BD12  | 17 jan 2007 | Kitt Peak         | Spacewatch          | —         | MPC                           |
| 378219             | 2007 BY16  | 17 jan 2007 | Palomar           | NEAT                | Mitidika  | MPC                           |
| 378220             | 2007 BD17  | 21 dez 2006 | Kitt Peak         | Spacewatch          | —         | MPC                           |
| 378221             | 2007 BO17  | 17 jan 2007 | Palomar           | NEAT                | —         | MPC                           |
| 378222             | 2007 BW18  | 9 dez 2002  | Kitt Peak         | Spacewatch          | —         | MPC                           |
| 378223             | 2007 BJ21  | 24 jan 2007 | Socorro           | LINEAR              | —         | MPC                           |
| 378224             | 2007 BW21  | 24 jan 2007 | Socorro           | LINEAR              | —         | MPC                           |
| 378225             | 2007 BD27  | 24 jan 2007 | Catalina          | CSS                 | —         | MPC                           |
| 378226             | 2007 BK27  | 27 dez 2006 | Mount Lemmon      | Mount Lemmon Survey | —         | MPC                           |
| 378227             | 2007 BT29  | 24 jan 2007 | Socorro           | LINEAR              | —         | MPC                           |
| 378228             | 2007 BD39  | 24 jan 2007 | Catalina          | CSS                 | —         | MPC                           |
| 378229             | 2007 BO55  | 24 jan 2007 | Socorro           | LINEAR              | —         | MPC                           |
| 378230             | 2007 BY64  | 27 jan 2007 | Mount Lemmon      | Mount Lemmon Survey | —         | MPC                           |
| 378231             | 2007 BF74  | 17 jan 2007 | Palomar           | NEAT                | —         | MPC                           |
| 378232             | 2007 BO77  | 17 jan 2007 | Kitt Peak         | Spacewatch          | —         | MPC                           |
| 378233             | 2007 BJ78  | 24 jan 2007 | Catalina          | CSS                 | —         | MPC                           |
| 378234             | 2007 BJ81  | 27 jan 2007 | Kitt Peak         | Spacewatch          | —         | MPC                           |
| 378235             | 2007 BO96  | 19 jan 2007 | Mauna Kea         | Mauna Kea Obs.      | —         | MPC                           |
| 378236             | 2007 BD101 | 27 jan 2007 | Kitt Peak         | Spacewatch          | —         | MPC                           |
| 378237             | 2007 CF    | 10 jan 2007 | Mount Lemmon      | Mount Lemmon Survey | —         | MPC                           |
| 378238             | 2007 CB1   | 10 jan 2007 | Mount Lemmon      | Mount Lemmon Survey | Mitidika  | MPC                           |
| 378239             | 2007 CJ5   | 17 jan 2007 | Mount Lemmon      | Mount Lemmon Survey | —         | MPC                           |
| 378240             | 2007 CJ7   | 27 nov 2006 | Mount Lemmon      | Mount Lemmon Survey | —         | MPC                           |
| 378241             | 2007 CY10  | 6 fev 2007  | Mount Lemmon      | Mount Lemmon Survey | —         | MPC                           |
| 378242             | 2007 CR12  | 6 fev 2007  | Mount Lemmon      | Mount Lemmon Survey | —         | MPC                           |
| 378243             | 2007 CU22  | 6 fev 2007  | Mount Lemmon      | Mount Lemmon Survey | —         | MPC                           |
| 378244             | 2007 CN36  | 6 fev 2007  | Mount Lemmon      | Mount Lemmon Survey | Mitidika  | MPC                           |
| 378245             | 2007 CZ40  | 7 fev 2007  | Kitt Peak         | Spacewatch          | —         | MPC                           |
| 378246             | 2007 CD44  | 17 jan 2007 | Kitt Peak         | Spacewatch          | —         | MPC                           |
| 378247             | 2007 CK61  | 15 fev 2007 | Catalina          | CSS                 | —         | MPC                           |
| 378248             | 2007 CX63  | 27 dez 2006 | Mount Lemmon      | Mount Lemmon Survey | —         | MPC                           |
| 378249             | 2007 DK4   | 16 fev 2007 | Mount Lemmon      | Mount Lemmon Survey | —         | MPC                           |
| 378250             | 2007 DW9   | 17 fev 2007 | Palomar           | NEAT                | —         | MPC                           |
| 378251             | 2007 DN10  | 17 fev 2007 | Kitt Peak         | Spacewatch          | —         | MPC                           |
| 378252             | 2007 DP18  | 17 fev 2007 | Kitt Peak         | Spacewatch          | —         | MPC                           |
| 378253             | 2007 DT19  | 17 fev 2007 | Kitt Peak         | Spacewatch          | —         | MPC                           |
| 378254             | 2007 DD20  | 17 fev 2007 | Kitt Peak         | Spacewatch          | —         | MPC                           |
| 378255             | 2007 DP35  | 17 fev 2007 | Kitt Peak         | Spacewatch          | —         | MPC                           |
| 378256             | 2007 DO37  | 17 fev 2007 | Kitt Peak         | Spacewatch          | —         | MPC                           |
| 378257             | 2007 DS48  | 21 fev 2007 | Mount Lemmon      | Mount Lemmon Survey | —         | MPC                           |
| 378258             | 2007 DW51  | 25 out 2005 | Mount Lemmon      | Mount Lemmon Survey | —         | MPC                           |
| 378259             | 2007 DO69  | 21 fev 2007 | Kitt Peak         | Spacewatch          | —         | MPC                           |
| 378260             | 2007 DN73  | 21 fev 2007 | Kitt Peak         | Spacewatch          | —         | MPC                           |
| 378261             | 2007 DD78  | 23 fev 2007 | Catalina          | CSS                 | —         | MPC                           |
| 378262             | 2007 DH101 | 26 fev 2007 | Mount Lemmon      | Mount Lemmon Survey | —         | MPC                           |
| 378263             | 2007 DC103 | 21 fev 2007 | Kitt Peak         | M. W. Buie          | —         | MPC                           |
| 378264             | 2007 DX111 | 25 fev 2007 | Kitt Peak         | Spacewatch          | Mitidika  | MPC                           |
| 378265             | 2007 ES8   | 16 fev 2007 | Mount Lemmon      | Mount Lemmon Survey | —         | MPC                           |
| 378266             | 2007 ED10  | 10 mar 2007 | Wrightwood        | J. W. Young         | —         | MPC                           |
| 378267             | 2007 EE10  | 10 mar 2007 | Saint-Sulpice     | B. Christophe       | —         | MPC                           |
| 378268             | 2007 EM12  | 9 mar 2007  | Palomar           | NEAT                | —         | MPC                           |
| 378269             | 2007 ER14  | 9 mar 2007  | Mount Lemmon      | Mount Lemmon Survey | Mitidika  | MPC                           |
| 378270             | 2007 EA22  | 10 mar 2007 | Kitt Peak         | Spacewatch          | —         | MPC                           |
| 378271             | 2007 ER30  | 10 mar 2007 | Kitt Peak         | Spacewatch          | —         | MPC                           |
| 378272             | 2007 EJ40  | 12 mar 2007 | Bergisch Gladbach | W. Bickel           | Eos       | MPC                           |
| 378273             | 2007 EB51  | 10 mar 2007 | Kitt Peak         | Spacewatch          | —         | MPC                           |
| 378274             | 2007 EB53  | 17 fev 2007 | Catalina          | CSS                 | —         | MPC                           |
| 378275             | 2007 ET54  | 22 fev 2007 | Kitt Peak         | Spacewatch          | —         | MPC                           |
| 378276             | 2007 EO69  | 10 mar 2007 | Kitt Peak         | Spacewatch          | —         | MPC                           |
| 378277             | 2007 EU69  | 10 mar 2007 | Kitt Peak         | Spacewatch          | —         | MPC                           |
| 378278             | 2007 EE70  | 10 mar 2007 | Kitt Peak         | Spacewatch          | —         | MPC                           |
| 378279             | 2007 EH86  | 12 mar 2007 | Kitt Peak         | Spacewatch          | Juno      | MPC                           |
| 378280             | 2007 EL89  | 9 mar 2007  | Kitt Peak         | Spacewatch          | Mitidika  | MPC                           |
| 378281             | 2007 EM89  | 9 mar 2007  | Kitt Peak         | Spacewatch          | —         | MPC                           |
| 378282             | 2007 EA96  | 9 mar 2007  | Catalina          | CSS                 | Juno      | MPC                           |
| 378283             | 2007 EW116 | 13 mar 2007 | Mount Lemmon      | Mount Lemmon Survey | —         | MPC                           |
| 378284             | 2007 ES118 | 13 mar 2007 | Mount Lemmon      | Mount Lemmon Survey | —         | MPC                           |
| 378285             | 2007 EQ119 | 13 mar 2007 | Mount Lemmon      | Mount Lemmon Survey | —         | MPC                           |
| 378286             | 2007 EM129 | 30 abr 2003 | Kitt Peak         | Spacewatch          | —         | MPC                           |
| 378287             | 2007 EF131 | 9 mar 2007  | Mount Lemmon      | Mount Lemmon Survey | —         | MPC                           |
| 378288             | 2007 EX132 | 9 mar 2007  | Mount Lemmon      | Mount Lemmon Survey | —         | MPC                           |
| 378289             | 2007 EH134 | 9 mar 2007  | Mount Lemmon      | Mount Lemmon Survey | —         | MPC                           |
| 378290             | 2007 EF136 | 10 mar 2007 | Mount Lemmon      | Mount Lemmon Survey | —         | MPC                           |
| 378291             | 2007 ER146 | 26 fev 2007 | Mount Lemmon      | Mount Lemmon Survey | —         | MPC                           |
| 378292             | 2007 EP150 | 12 mar 2007 | Mount Lemmon      | Mount Lemmon Survey | —         | MPC                           |
| 378293             | 2007 EW153 | 12 mar 2007 | Mount Lemmon      | Mount Lemmon Survey | —         | MPC                           |
| 378294             | 2007 EO157 | 13 mar 2007 | Mount Lemmon      | Mount Lemmon Survey | —         | MPC                           |
| 378295             | 2007 EP157 | 13 mar 2007 | Mount Lemmon      | Mount Lemmon Survey | —         | MPC                           |
| 378296             | 2007 EC158 | 13 mar 2007 | Kitt Peak         | Spacewatch          | —         | MPC                           |
| 378297             | 2007 EL176 | 14 mar 2007 | Kitt Peak         | Spacewatch          | —         | MPC                           |
| 378298             | 2007 ES178 | 14 mar 2007 | Kitt Peak         | Spacewatch          | —         | MPC                           |
| 378299             | 2007 EX180 | 14 mar 2007 | Kitt Peak         | Spacewatch          | —         | MPC                           |
| 378300             | 2007 EG191 | 13 mar 2007 | Kitt Peak         | Spacewatch          | —         | MPC                           |

## 378301–378400
| Designação | Designação | Descoberta  | Descoberta        | Descobridor(es)       | Categoria | Mais informações / Referência |
| Permanente | Provisória | Data        | Local             | Descobridor(es)       | Categoria | Mais informações / Referência |
| ---------- | ---------- | ----------- | ----------------- | --------------------- | --------- | ----------------------------- |
| 378301     | 2007 EH200 | 12 mar 2007 | Catalina          | CSS                   | —         | MPC                           |
| 378302     | 2007 EE212 | 8 mar 2007  | Palomar           | NEAT                  | —         | MPC                           |
| 378303     | 2007 EP214 | 11 mar 2007 | Mount Lemmon      | Mount Lemmon Survey   | —         | MPC                           |
| 378304     | 2007 EN217 | 11 mar 2007 | Mount Lemmon      | Mount Lemmon Survey   | —         | MPC                           |
| 378305     | 2007 FC1   | 18 mar 2007 | Catalina          | CSS                   | —         | MPC                           |
| 378306     | 2007 FB11  | 16 mar 2007 | Kitt Peak         | Spacewatch            | —         | MPC                           |
| 378307     | 2007 FO12  | 18 mar 2007 | Kitt Peak         | Spacewatch            | —         | MPC                           |
| 378308     | 2007 FD14  | 19 mar 2007 | Mount Lemmon      | Mount Lemmon Survey   | —         | MPC                           |
| 378309     | 2007 FK21  | 20 mar 2007 | Mount Lemmon      | Mount Lemmon Survey   | —         | MPC                           |
| 378310     | 2007 FB27  | 20 mar 2007 | Kitt Peak         | Spacewatch            | —         | MPC                           |
| 378311     | 2007 FR36  | 26 mar 2007 | Kitt Peak         | Spacewatch            | —         | MPC                           |
| 378312     | 2007 FY43  | 16 mar 2007 | Mount Lemmon      | Mount Lemmon Survey   | —         | MPC                           |
| 378313     | 2007 FF45  | 20 mar 2007 | Mount Lemmon      | Mount Lemmon Survey   | —         | MPC                           |
| 378314     | 2007 FV46  | 18 mar 2007 | Kitt Peak         | Spacewatch            | —         | MPC                           |
| 378315     | 2007 FL47  | 26 mar 2007 | Mount Lemmon      | Mount Lemmon Survey   | —         | MPC                           |
| 378316     | 2007 FM49  | 20 mar 2007 | Catalina          | CSS                   | —         | MPC                           |
| 378317     | 2007 FA50  | 25 mar 2007 | Mount Lemmon      | Mount Lemmon Survey   | —         | MPC                           |
| 378318     | 2007 GC4   | 11 abr 2007 | Catalina          | CSS                   | —         | MPC                           |
| 378319     | 2007 GM5   | 14 abr 2007 | Bergisch Gladbac  | W. Bickel             | —         | MPC                           |
| 378320     | 2007 GR6   | 17 mar 2007 | Anderson Mesa     | LONEOS                | —         | MPC                           |
| 378321     | 2007 GC17  | 11 abr 2007 | Kitt Peak         | Spacewatch            | —         | MPC                           |
| 378322     | 2007 GX26  | 14 abr 2007 | Kitt Peak         | Spacewatch            | —         | MPC                           |
| 378323     | 2007 GS36  | 14 abr 2007 | Kitt Peak         | Spacewatch            | —         | MPC                           |
| 378324     | 2007 GO37  | 14 abr 2007 | Kitt Peak         | Spacewatch            | —         | MPC                           |
| 378325     | 2007 GT40  | 14 abr 2007 | Kitt Peak         | Spacewatch            | —         | MPC                           |
| 378326     | 2007 GH45  | 14 abr 2007 | Kitt Peak         | Spacewatch            | —         | MPC                           |
| 378327     | 2007 GA46  | 14 abr 2007 | Kitt Peak         | Spacewatch            | —         | MPC                           |
| 378328     | 2007 GQ55  | 15 abr 2007 | Kitt Peak         | Spacewatch            | —         | MPC                           |
| 378329     | 2007 GG56  | 15 abr 2007 | Kitt Peak         | Spacewatch            | —         | MPC                           |
| 378330     | 2007 GO64  | 15 abr 2007 | Kitt Peak         | Spacewatch            | —         | MPC                           |
| 378331     | 2007 GX64  | 15 abr 2007 | Kitt Peak         | Spacewatch            | —         | MPC                           |
| 378332     | 2007 GY75  | 11 abr 2007 | Mount Lemmon      | Mount Lemmon Survey   | —         | MPC                           |
| 378333     | 2007 HW6   | 18 mar 2007 | Kitt Peak         | Spacewatch            | —         | MPC                           |
| 378334     | 2007 HM9   | 18 abr 2007 | Kitt Peak         | Spacewatch            | —         | MPC                           |
| 378335     | 2007 HS9   | 26 mar 2007 | Kitt Peak         | Spacewatch            | —         | MPC                           |
| 378336     | 2007 HM13  | 18 abr 2007 | Catalina          | CSS                   | —         | MPC                           |
| 378337     | 2007 HP31  | 15 abr 2007 | Kitt Peak         | Spacewatch            | —         | MPC                           |
| 378338     | 2007 HX31  | 19 abr 2007 | Kitt Peak         | Spacewatch            | —         | MPC                           |
| 378339     | 2007 HB35  | 19 abr 2007 | Kitt Peak         | Spacewatch            | —         | MPC                           |
| 378340     | 2007 HV42  | 22 abr 2007 | Mount Lemmon      | Mount Lemmon Survey   | —         | MPC                           |
| 378341     | 2007 HV47  | 20 abr 2007 | Kitt Peak         | Spacewatch            | —         | MPC                           |
| 378342     | 2007 HP48  | 20 abr 2007 | Kitt Peak         | Spacewatch            | —         | MPC                           |
| 378343     | 2007 HR51  | 19 nov 2004 | Catalina          | CSS                   | —         | MPC                           |
| 378344     | 2007 HS59  | 18 abr 2007 | Mount Lemmon      | Mount Lemmon Survey   | —         | MPC                           |
| 378345     | 2007 HQ63  | 22 abr 2007 | Mount Lemmon      | Mount Lemmon Survey   | —         | MPC                           |
| 378346     | 2007 HN69  | 24 abr 2007 | Mount Lemmon      | Mount Lemmon Survey   | —         | MPC                           |
| 378347     | 2007 HS80  | 16 mar 2007 | Kitt Peak         | Spacewatch            | Phocaea   | MPC                           |
| 378348     | 2007 HA83  | 22 abr 2007 | Kitt Peak         | Spacewatch            | —         | MPC                           |
| 378349     | 2007 HK87  | 24 abr 2007 | Kitt Peak         | Spacewatch            | —         | MPC                           |
| 378350     | 2007 HP87  | 25 abr 2007 | Kitt Peak         | Spacewatch            | —         | MPC                           |
| 378351     | 2007 HF97  | 19 abr 2007 | Mount Lemmon      | Mount Lemmon Survey   | —         | MPC                           |
| 378352     | 2007 JC9   | 9 mai 2007  | Mount Lemmon      | Mount Lemmon Survey   | —         | MPC                           |
| 378353     | 2007 JR21  | 9 mai 2007  | Mount Lemmon      | Mount Lemmon Survey   | —         | MPC                           |
| 378354     | 2007 JU23  | 8 mai 2007  | Lulin Observatory | LUSS                  | —         | MPC                           |
| 378355     | 2007 KG2   | 18 mai 2007 | Antares           | ARO                   | —         | MPC                           |
| 378356     | 2007 KL2   | 19 mai 2007 | Tiki              | S. F. Hönig, N. Teamo | —         | MPC                           |
| 378357     | 2007 KS3   | 23 mai 2007 | Mount Lemmon      | Mount Lemmon Survey   | —         | MPC                           |
| 378358     | 2007 LD    | 7 jun 2007  | Socorro           | LINEAR                | —         | MPC                           |
| 378359     | 2007 LX2   | 8 jun 2007  | Kitt Peak         | Spacewatch            | Juno      | MPC                           |
| 378360     | 2007 LH7   | 8 jun 2007  | Kitt Peak         | Spacewatch            | —         | MPC                           |
| 378361     | 2007 LA14  | 30 set 2005 | Catalina          | CSS                   | Juno      | MPC                           |
| 378362     | 2007 LZ15  | 10 jun 2007 | Kitt Peak         | Spacewatch            | —         | MPC                           |
| 378363     | 2007 LK17  | 10 jun 2007 | Kitt Peak         | Spacewatch            | —         | MPC                           |
| 378364     | 2007 LU24  | 14 jun 2007 | Kitt Peak         | Spacewatch            | —         | MPC                           |
| 378365     | 2007 LL25  | 14 jun 2007 | Kitt Peak         | Spacewatch            | —         | MPC                           |
| 378366     | 2007 MR2   | 16 jun 2007 | Kitt Peak         | Spacewatch            | —         | MPC                           |
| 378367     | 2007 MB5   | 17 jun 2007 | Kitt Peak         | Spacewatch            | Phocaea   | MPC                           |
| 378368     | 2007 MR5   | 19 nov 2003 | Anderson Mesa     | LONEOS                | —         | MPC                           |
| 378369     | 2007 ME16  | 20 jun 2007 | Kitt Peak         | Spacewatch            | —         | MPC                           |
| 378370     | 2007 ON5   | 24 jul 2007 | Wrightwood        | J. W. Young           | —         | MPC                           |
| 378371     | 2007 PH13  | 8 ago 2007  | Socorro           | LINEAR                | —         | MPC                           |
| 378372     | 2007 PA14  | 8 ago 2007  | Socorro           | LINEAR                | —         | MPC                           |
| 378373     | 2007 PU14  | 8 ago 2007  | Socorro           | LINEAR                | —         | MPC                           |
| 378374     | 2007 PP23  | 9 jun 2007  | Catalina          | CSS                   | —         | MPC                           |
| 378375     | 2007 PZ23  | 12 ago 2007 | Socorro           | LINEAR                | —         | MPC                           |
| 378376     | 2007 PM25  | 13 ago 2007 | Socorro           | LINEAR                | —         | MPC                           |
| 378377     | 2007 PY29  | 8 ago 2007  | Socorro           | LINEAR                | —         | MPC                           |
| 378378     | 2007 PF34  | 13 ago 2007 | Socorro           | LINEAR                | —         | MPC                           |
| 378379     | 2007 QM    | 16 ago 2007 | Socorro           | LINEAR                | —         | MPC                           |
| 378380     | 2007 QN10  | 23 ago 2007 | Kitt Peak         | Spacewatch            | —         | MPC                           |
| 378381     | 2007 QG13  | 21 ago 2007 | Siding Spring     | SSS                   | —         | MPC                           |
| 378382     | 2007 QB14  | 24 ago 2007 | Kitt Peak         | Spacewatch            | —         | MPC                           |
| 378383     | 2007 QN14  | 23 ago 2007 | Kitt Peak         | Spacewatch            | —         | MPC                           |
| 378384     | 2007 QR14  | 24 ago 2007 | Kitt Peak         | Spacewatch            | —         | MPC                           |
| 378385     | 2007 QB15  | 24 ago 2007 | Kitt Peak         | Spacewatch            | —         | MPC                           |
| 378386     | 2007 QH15  | 23 ago 2007 | Kitt Peak         | Spacewatch            | —         | MPC                           |
| 378387     | 2007 QR16  | 21 ago 2007 | Anderson Mesa     | LONEOS                | —         | MPC                           |
| 378388     | 2007 QW17  | 24 ago 2007 | Kitt Peak         | Spacewatch            | —         | MPC                           |
| 378389     | 2007 RL3   | 3 set 2007  | Catalina          | CSS                   | —         | MPC                           |
| 378390     | 2007 RX6   | 8 mar 2005  | Catalina          | CSS                   | —         | MPC                           |
| 378391     | 2007 RX28  | 4 set 2007  | Mount Lemmon      | Mount Lemmon Survey   | —         | MPC                           |
| 378392     | 2007 RP29  | 4 set 2007  | Catalina          | CSS                   | —         | MPC                           |
| 378393     | 2007 RG31  | 5 set 2007  | Catalina          | CSS                   | —         | MPC                           |
| 378394     | 2007 RC40  | 9 set 2007  | Kitt Peak         | Spacewatch            | —         | MPC                           |
| 378395     | 2007 RU45  | 9 set 2007  | Kitt Peak         | Spacewatch            | —         | MPC                           |
| 378396     | 2007 RO46  | 9 set 2007  | Kitt Peak         | Spacewatch            | —         | MPC                           |
| 378397     | 2007 RQ52  | 9 set 2007  | Mount Lemmon      | Mount Lemmon Survey   | Ursula    | MPC                           |
| 378398     | 2007 RN53  | 9 set 2007  | Kitt Peak         | Spacewatch            | —         | MPC                           |
| 378399     | 2007 RY55  | 9 set 2007  | Kitt Peak         | Spacewatch            | —         | MPC                           |
| 378400     | 2007 RM59  | 10 set 2007 | Kitt Peak         | Spacewatch            | —         | MPC                           |

## 378401–378500
| Designação | Designação | Descoberta  | Descoberta     | Descobridor(es)       | Categoria | Mais informações / Referência |
| Permanente | Provisória | Data        | Local          | Descobridor(es)       | Categoria | Mais informações / Referência |
| ---------- | ---------- | ----------- | -------------- | --------------------- | --------- | ----------------------------- |
| 378401     | 2007 RD70  | 10 set 2007 | Kitt Peak      | Spacewatch            | —         | MPC                           |
| 378402     | 2007 RE71  | 3 set 2007  | Catalina       | CSS                   | —         | MPC                           |
| 378403     | 2007 RL74  | 10 ago 2007 | Kitt Peak      | Spacewatch            | —         | MPC                           |
| 378404     | 2007 RS77  | 10 set 2007 | Mount Lemmon   | Mount Lemmon Survey   | —         | MPC                           |
| 378405     | 2007 RS90  | 10 set 2007 | Mount Lemmon   | Mount Lemmon Survey   | —         | MPC                           |
| 378406     | 2007 RB95  | 10 set 2007 | Kitt Peak      | Spacewatch            | —         | MPC                           |
| 378407     | 2007 RQ96  | 10 set 2007 | Kitt Peak      | Spacewatch            | —         | MPC                           |
| 378408     | 2007 RV108 | 11 set 2007 | Kitt Peak      | Spacewatch            | —         | MPC                           |
| 378409     | 2007 RZ108 | 11 set 2007 | Kitt Peak      | Spacewatch            | —         | MPC                           |
| 378410     | 2007 RR118 | 11 set 2007 | Mount Lemmon   | Mount Lemmon Survey   | —         | MPC                           |
| 378411     | 2007 RS119 | 11 set 2007 | XuYi           | PMO NEO               | Brangane  | MPC                           |
| 378412     | 2007 RJ128 | 12 set 2007 | Mount Lemmon   | Mount Lemmon Survey   | —         | MPC                           |
| 378413     | 2007 RR128 | 12 set 2007 | Mount Lemmon   | Mount Lemmon Survey   | —         | MPC                           |
| 378414     | 2007 RX129 | 12 set 2007 | Mount Lemmon   | Mount Lemmon Survey   | —         | MPC                           |
| 378415     | 2007 RL130 | 12 set 2007 | Mount Lemmon   | Mount Lemmon Survey   | —         | MPC                           |
| 378416     | 2007 RU143 | 14 set 2007 | Socorro        | LINEAR                | —         | MPC                           |
| 378417     | 2007 RV166 | 10 set 2007 | Kitt Peak      | Spacewatch            | —         | MPC                           |
| 378418     | 2007 RV174 | 10 set 2007 | Kitt Peak      | Spacewatch            | —         | MPC                           |
| 378419     | 2007 RU187 | 5 set 2007  | Anderson Mesa  | LONEOS                | —         | MPC                           |
| 378420     | 2007 RR201 | 29 fev 2004 | Kitt Peak      | Spacewatch            | —         | MPC                           |
| 378421     | 2007 RX205 | 10 set 2007 | Mount Lemmon   | Mount Lemmon Survey   | —         | MPC                           |
| 378422     | 2007 RP207 | 10 set 2007 | Kitt Peak      | Spacewatch            | —         | MPC                           |
| 378423     | 2007 RM209 | 10 set 2007 | Kitt Peak      | Spacewatch            | —         | MPC                           |
| 378424     | 2007 RK212 | 11 set 2007 | Kitt Peak      | Spacewatch            | —         | MPC                           |
| 378425     | 2007 RY220 | 14 set 2007 | Mount Lemmon   | Mount Lemmon Survey   | Ursula    | MPC                           |
| 378426     | 2007 RV221 | 14 set 2007 | Mount Lemmon   | Mount Lemmon Survey   | —         | MPC                           |
| 378427     | 2007 RU222 | 14 set 2007 | Siding Spring  | SSS                   | —         | MPC                           |
| 378428     | 2007 RD224 | 10 set 2007 | Kitt Peak      | Spacewatch            | Ursula    | MPC                           |
| 378429     | 2007 RL224 | 10 set 2007 | Kitt Peak      | Spacewatch            | —         | MPC                           |
| 378430     | 2007 RE230 | 11 set 2007 | Kitt Peak      | Spacewatch            | —         | MPC                           |
| 378431     | 2007 RV232 | 11 set 2007 | XuYi           | PMO NEO               | —         | MPC                           |
| 378432     | 2007 RP239 | 14 set 2007 | Anderson Mesa  | LONEOS                | Brangane  | MPC                           |
| 378433     | 2007 RT246 | 12 set 2007 | Catalina       | CSS                   | —         | MPC                           |
| 378434     | 2007 RT249 | 13 set 2007 | Catalina       | CSS                   | —         | MPC                           |
| 378435     | 2007 RA250 | 13 set 2007 | Kitt Peak      | Spacewatch            | Brangane  | MPC                           |
| 378436     | 2007 RG267 | 15 set 2007 | Kitt Peak      | Spacewatch            | —         | MPC                           |
| 378437     | 2007 RJ269 | 15 set 2007 | Kitt Peak      | Spacewatch            | Ursula    | MPC                           |
| 378438     | 2007 RO272 | 15 set 2007 | Kitt Peak      | Spacewatch            | —         | MPC                           |
| 378439     | 2007 RJ285 | 13 set 2007 | Mount Lemmon   | Mount Lemmon Survey   | —         | MPC                           |
| 378440     | 2007 RO289 | 12 set 2007 | Mount Lemmon   | Mount Lemmon Survey   | —         | MPC                           |
| 378441     | 2007 RO292 | 12 set 2007 | Mount Lemmon   | Mount Lemmon Survey   | Ursula    | MPC                           |
| 378442     | 2007 RO293 | 13 set 2007 | Mount Lemmon   | Mount Lemmon Survey   | —         | MPC                           |
| 378443     | 2007 RQ293 | 13 set 2007 | Mount Lemmon   | Mount Lemmon Survey   | —         | MPC                           |
| 378444     | 2007 RA296 | 15 set 2007 | Kitt Peak      | Spacewatch            | —         | MPC                           |
| 378445     | 2007 RA301 | 12 set 2007 | Mount Lemmon   | Mount Lemmon Survey   | Ursula    | MPC                           |
| 378446     | 2007 RD301 | 12 set 2007 | Mount Lemmon   | Mount Lemmon Survey   | —         | MPC                           |
| 378447     | 2007 RS310 | 12 set 2007 | Catalina       | CSS                   | —         | MPC                           |
| 378448     | 2007 RS311 | 3 set 2007  | Catalina       | CSS                   | Ursula    | MPC                           |
| 378449     | 2007 RP312 | 13 set 2007 | Mount Lemmon   | Mount Lemmon Survey   | —         | MPC                           |
| 378450     | 2007 RS312 | 14 set 2007 | Catalina       | CSS                   | —         | MPC                           |
| 378451     | 2007 RY312 | 3 set 2007  | Catalina       | CSS                   | —         | MPC                           |
| 378452     | 2007 RA313 | 3 set 2007  | Mount Lemmon   | Mount Lemmon Survey   | —         | MPC                           |
| 378453     | 2007 RD315 | 13 jan 2004 | Anderson Mesa  | LONEOS                | —         | MPC                           |
| 378454     | 2007 RZ317 | 13 fev 2004 | Kitt Peak      | Spacewatch            | —         | MPC                           |
| 378455     | 2007 RA318 | 10 set 2007 | Kitt Peak      | Spacewatch            | —         | MPC                           |
| 378456     | 2007 RO318 | 11 set 2007 | Kitt Peak      | Spacewatch            | —         | MPC                           |
| 378457     | 2007 RZ318 | 12 set 2007 | Catalina       | CSS                   | —         | MPC                           |
| 378458     | 2007 ST    | 18 set 2007 | Hibiscus       | S. F. Hönig, N. Teamo | —         | MPC                           |
| 378459     | 2007 SG6   | 21 set 2007 | Schiaparelli   | Schiaparelli Obs.     | —         | MPC                           |
| 378460     | 2007 SL23  | 18 set 2007 | Socorro        | LINEAR                | —         | MPC                           |
| 378461     | 2007 TV    | 11 set 2007 | Catalina       | CSS                   | —         | MPC                           |
| 378462     | 2007 TF6   | 6 out 2007  | Dauban         | Chante-Perdrix Obs.   | —         | MPC                           |
| 378463     | 2007 TN7   | 7 out 2007  | Pla D'Arguines | R. Ferrando           | Ursula    | MPC                           |
| 378464     | 2007 TP15  | 3 out 2007  | Eskridge       | G. Hug                | —         | MPC                           |
| 378465     | 2007 TV19  | 6 out 2007  | Socorro        | LINEAR                | Ursula    | MPC                           |
| 378466     | 2007 TF20  | 7 out 2007  | Socorro        | LINEAR                | —         | MPC                           |
| 378467     | 2007 TK24  | 11 out 2007 | Eskridge       | G. Hug                | —         | MPC                           |
| 378468     | 2007 TL26  | 4 out 2007  | Mount Lemmon   | Mount Lemmon Survey   | —         | MPC                           |
| 378469     | 2007 TA32  | 5 out 2007  | Siding Spring  | SSS                   | —         | MPC                           |
| 378470     | 2007 TV59  | 5 out 2007  | Kitt Peak      | Spacewatch            | —         | MPC                           |
| 378471     | 2007 TH68  | 11 out 2007 | Alter Satzberg | M. Pietschnig         | —         | MPC                           |
| 378472     | 2007 TS76  | 5 out 2007  | Kitt Peak      | Spacewatch            | —         | MPC                           |
| 378473     | 2007 TL90  | 8 out 2007  | Mount Lemmon   | Mount Lemmon Survey   | —         | MPC                           |
| 378474     | 2007 TV103 | 8 out 2007  | Mount Lemmon   | Mount Lemmon Survey   | —         | MPC                           |
| 378475     | 2007 TJ106 | 4 out 2007  | Mount Lemmon   | Mount Lemmon Survey   | —         | MPC                           |
| 378476     | 2007 TM110 | 27 jul 2001 | Anderson Mesa  | LONEOS                | —         | MPC                           |
| 378477     | 2007 TO115 | 8 out 2007  | Anderson Mesa  | LONEOS                | —         | MPC                           |
| 378478     | 2007 TU117 | 9 out 2007  | Kitt Peak      | Spacewatch            | —         | MPC                           |
| 378479     | 2007 TJ123 | 6 out 2007  | Kitt Peak      | Spacewatch            | —         | MPC                           |
| 378480     | 2007 TM138 | 9 out 2007  | Kitt Peak      | Spacewatch            | —         | MPC                           |
| 378481     | 2007 TD148 | 4 out 2007  | XuYi           | PMO NEO               | —         | MPC                           |
| 378482     | 2007 TY150 | 18 set 2007 | Catalina       | CSS                   | —         | MPC                           |
| 378483     | 2007 TF152 | 9 out 2007  | Socorro        | LINEAR                | Ursula    | MPC                           |
| 378484     | 2007 TB156 | 12 set 2007 | Mount Lemmon   | Mount Lemmon Survey   | —         | MPC                           |
| 378485     | 2007 TV157 | 9 out 2007  | Socorro        | LINEAR                | —         | MPC                           |
| 378486     | 2007 TT168 | 12 out 2007 | Socorro        | LINEAR                | Ursula    | MPC                           |
| 378487     | 2007 TS173 | 4 out 2007  | Kitt Peak      | Spacewatch            | —         | MPC                           |
| 378488     | 2007 TT180 | 8 out 2007  | Catalina       | CSS                   | —         | MPC                           |
| 378489     | 2007 TB182 | 8 out 2007  | Catalina       | CSS                   | —         | MPC                           |
| 378490     | 2007 TB212 | 7 out 2007  | Kitt Peak      | Spacewatch            | —         | MPC                           |
| 378491     | 2007 TA222 | 9 out 2007  | Kitt Peak      | Spacewatch            | —         | MPC                           |
| 378492     | 2007 TE235 | 9 out 2007  | Kitt Peak      | Spacewatch            | —         | MPC                           |
| 378493     | 2007 TL259 | 10 out 2007 | Mount Lemmon   | Mount Lemmon Survey   | —         | MPC                           |
| 378494     | 2007 TZ274 | 11 out 2007 | Mount Lemmon   | Mount Lemmon Survey   | —         | MPC                           |
| 378495     | 2007 TL280 | 12 set 2007 | Catalina       | CSS                   | —         | MPC                           |
| 378496     | 2007 TL281 | 15 set 2007 | Kitt Peak      | Spacewatch            | Ursula    | MPC                           |
| 378497     | 2007 TJ300 | 12 out 2007 | Kitt Peak      | Spacewatch            | —         | MPC                           |
| 378498     | 2007 TE311 | 11 out 2007 | Catalina       | CSS                   | —         | MPC                           |
| 378499     | 2007 TU311 | 11 out 2007 | Mount Lemmon   | Mount Lemmon Survey   | —         | MPC                           |
| 378500     | 2007 TG379 | 13 out 2007 | Catalina       | CSS                   | —         | MPC                           |

## 378501–378600
| Designação | Designação | Descoberta  | Descoberta       | Descobridor(es)     | Categoria | Mais informações / Referência |
| Permanente | Provisória | Data        | Local            | Descobridor(es)     | Categoria | Mais informações / Referência |
| ---------- | ---------- | ----------- | ---------------- | ------------------- | --------- | ----------------------------- |
| 378501     | 2007 TE393 | 12 out 2007 | Goodricke-Pigott | R. A. Tucker        | —         | MPC                           |
| 378502     | 2007 TW404 | 15 out 2007 | Kitt Peak        | Spacewatch          | —         | MPC                           |
| 378503     | 2007 TR413 | 11 out 2007 | Catalina         | CSS                 | —         | MPC                           |
| 378504     | 2007 TK418 | 4 out 2007  | Kitt Peak        | Spacewatch          | —         | MPC                           |
| 378505     | 2007 TS421 | 12 out 2007 | Catalina         | CSS                 | —         | MPC                           |
| 378506     | 2007 TB438 | 9 out 2007  | Mount Lemmon     | Mount Lemmon Survey | Ursula    | MPC                           |
| 378507     | 2007 TH445 | 3 out 2007  | Las Campanas     | Las Campanas Obs.   | —         | MPC                           |
| 378508     | 2007 TH449 | 9 out 2007  | Kitt Peak        | Spacewatch          | —         | MPC                           |
| 378509     | 2007 UP9   | 17 out 2007 | Anderson Mesa    | LONEOS              | Ursula    | MPC                           |
| 378510     | 2007 UB14  | 16 out 2007 | Mount Lemmon     | Mount Lemmon Survey | —         | MPC                           |
| 378511     | 2007 UO14  | 13 set 2007 | Mount Lemmon     | Mount Lemmon Survey | —         | MPC                           |
| 378512     | 2007 UE19  | 18 out 2007 | Mount Lemmon     | Mount Lemmon Survey | —         | MPC                           |
| 378513     | 2007 UN23  | 16 out 2007 | Kitt Peak        | Spacewatch          | —         | MPC                           |
| 378514     | 2007 UX28  | 18 out 2007 | Kitt Peak        | Spacewatch          | —         | MPC                           |
| 378515     | 2007 UU56  | 30 out 2007 | Mount Lemmon     | Mount Lemmon Survey | —         | MPC                           |
| 378516     | 2007 UG62  | 30 out 2007 | Mount Lemmon     | Mount Lemmon Survey | —         | MPC                           |
| 378517     | 2007 UF88  | 16 out 2007 | Mount Lemmon     | Mount Lemmon Survey | —         | MPC                           |
| 378518     | 2007 UP93  | 31 out 2007 | Mount Lemmon     | Mount Lemmon Survey | —         | MPC                           |
| 378519     | 2007 UT121 | 11 out 2007 | Catalina         | CSS                 | Ursula    | MPC                           |
| 378520     | 2007 VP20  | 2 nov 2007  | Catalina         | CSS                 | —         | MPC                           |
| 378521     | 2007 VB26  | 2 nov 2007  | Mount Lemmon     | Mount Lemmon Survey | —         | MPC                           |
| 378522     | 2007 VV67  | 3 nov 2007  | Mount Lemmon     | Mount Lemmon Survey | —         | MPC                           |
| 378523     | 2007 VY88  | 2 nov 2007  | Catalina         | CSS                 | —         | MPC                           |
| 378524     | 2007 VP154 | 5 nov 2007  | Kitt Peak        | Spacewatch          | —         | MPC                           |
| 378525     | 2007 VV177 | 7 nov 2007  | Mount Lemmon     | Mount Lemmon Survey | —         | MPC                           |
| 378526     | 2007 VH186 | 11 nov 2007 | Catalina         | CSS                 | —         | MPC                           |
| 378527     | 2007 VK243 | 13 nov 2007 | Mount Lemmon     | Mount Lemmon Survey | Pallas    | MPC                           |
| 378528     | 2007 WT63  | 21 nov 2007 | Mount Lemmon     | Mount Lemmon Survey | —         | MPC                           |
| 378529     | 2007 YC22  | 4 dez 2007  | Mount Lemmon     | Mount Lemmon Survey | —         | MPC                           |
| 378530     | 2007 YF51  | 28 dez 2007 | Kitt Peak        | Spacewatch          | —         | MPC                           |
| 378531     | 2008 AR8   | 10 jan 2008 | Kitt Peak        | Spacewatch          | Juno      | MPC                           |
| 378532     | 2008 AP28  | 10 jan 2008 | Mount Lemmon     | Mount Lemmon Survey | —         | MPC                           |
| 378533     | 2008 AB55  | 30 dez 2007 | Kitt Peak        | Spacewatch          | —         | MPC                           |
| 378534     | 2008 AZ91  | 14 jan 2008 | Kitt Peak        | Spacewatch          | —         | MPC                           |
| 378535     | 2008 AN98  | 14 jan 2008 | Kitt Peak        | Spacewatch          | —         | MPC                           |
| 378536     | 2008 AX100 | 14 jan 2008 | Kitt Peak        | Spacewatch          | —         | MPC                           |
| 378537     | 2008 AY127 | 11 jan 2008 | Kitt Peak        | Spacewatch          | —         | MPC                           |
| 378538     | 2008 AC138 | 14 jan 2008 | Kitt Peak        | Spacewatch          | —         | MPC                           |
| 378539     | 2008 BA6   | 16 jan 2008 | Kitt Peak        | Spacewatch          | —         | MPC                           |
| 378540     | 2008 BF36  | 30 jan 2008 | Kitt Peak        | Spacewatch          | —         | MPC                           |
| 378541     | 2008 BO36  | 30 jan 2008 | Kitt Peak        | Spacewatch          | —         | MPC                           |
| 378542     | 2008 CE4   | 31 dez 2007 | Kitt Peak        | Spacewatch          | —         | MPC                           |
| 378543     | 2008 CY11  | 3 fev 2008  | Kitt Peak        | Spacewatch          | —         | MPC                           |
| 378544     | 2008 CA25  | 1 fev 2008  | Kitt Peak        | Spacewatch          | —         | MPC                           |
| 378545     | 2008 CJ25  | 1 fev 2008  | Kitt Peak        | Spacewatch          | —         | MPC                           |
| 378546     | 2008 CP34  | 2 fev 2008  | Kitt Peak        | Spacewatch          | —         | MPC                           |
| 378547     | 2008 CU43  | 2 fev 2008  | Mount Lemmon     | Mount Lemmon Survey | —         | MPC                           |
| 378548     | 2008 CW44  | 11 jan 2008 | Mount Lemmon     | Mount Lemmon Survey | —         | MPC                           |
| 378549     | 2008 CW80  | 7 fev 2008  | Kitt Peak        | Spacewatch          | —         | MPC                           |
| 378550     | 2008 CU103 | 9 fev 2008  | Kitt Peak        | Spacewatch          | Juno      | MPC                           |
| 378551     | 2008 CM108 | 9 fev 2008  | Catalina         | CSS                 | —         | MPC                           |
| 378552     | 2008 CZ110 | 20 jan 2008 | Kitt Peak        | Spacewatch          | —         | MPC                           |
| 378553     | 2008 CN138 | 8 fev 2008  | Kitt Peak        | Spacewatch          | —         | MPC                           |
| 378554     | 2008 CD147 | 11 jan 2008 | Mount Lemmon     | Mount Lemmon Survey | —         | MPC                           |
| 378555     | 2008 CW152 | 9 fev 2008  | Catalina         | CSS                 | —         | MPC                           |
| 378556     | 2008 CL156 | 9 fev 2008  | Kitt Peak        | Spacewatch          | —         | MPC                           |
| 378557     | 2008 CY159 | 9 fev 2008  | Kitt Peak        | Spacewatch          | —         | MPC                           |
| 378558     | 2008 CB164 | 10 fev 2008 | Catalina         | CSS                 | —         | MPC                           |
| 378559     | 2008 CW170 | 12 fev 2008 | Mount Lemmon     | Mount Lemmon Survey | —         | MPC                           |
| 378560     | 2008 CH172 | 13 fev 2008 | Mount Lemmon     | Mount Lemmon Survey | —         | MPC                           |
| 378561     | 2008 CC183 | 11 fev 2008 | Mount Lemmon     | Mount Lemmon Survey | —         | MPC                           |
| 378562     | 2008 CG184 | 14 fev 2008 | Mount Lemmon     | Mount Lemmon Survey | —         | MPC                           |
| 378563     | 2008 CU193 | 8 fev 2008  | Kitt Peak        | Spacewatch          | —         | MPC                           |
| 378564     | 2008 CF197 | 8 fev 2008  | Kitt Peak        | Spacewatch          | —         | MPC                           |
| 378565     | 2008 CK201 | 2 fev 2008  | Kitt Peak        | Spacewatch          | —         | MPC                           |
| 378566     | 2008 CL205 | 2 fev 2008  | Mount Lemmon     | Mount Lemmon Survey | Juno      | MPC                           |
| 378567     | 2008 CM205 | 2 fev 2008  | Kitt Peak        | Spacewatch          | —         | MPC                           |
| 378568     | 2008 CM213 | 9 fev 2008  | Mount Lemmon     | Mount Lemmon Survey | —         | MPC                           |
| 378569     | 2008 CP214 | 12 fev 2008 | Socorro          | LINEAR              | —         | MPC                           |
| 378570     | 2008 DY14  | 26 fev 2008 | Mount Lemmon     | Mount Lemmon Survey | Mitidika  | MPC                           |
| 378571     | 2008 DX31  | 27 fev 2008 | Kitt Peak        | Spacewatch          | —         | MPC                           |
| 378572     | 2008 DY31  | 27 fev 2008 | Kitt Peak        | Spacewatch          | —         | MPC                           |
| 378573     | 2008 DR53  | 29 fev 2008 | Mount Lemmon     | Mount Lemmon Survey | —         | MPC                           |
| 378574     | 2008 DY53  | 29 fev 2008 | Siding Spring    | SSS                 | —         | MPC                           |
| 378575     | 2008 DF55  | 26 fev 2008 | Kitt Peak        | Spacewatch          | —         | MPC                           |
| 378576     | 2008 DB56  | 28 fev 2008 | Kitt Peak        | Spacewatch          | —         | MPC                           |
| 378577     | 2008 DC56  | 28 fev 2008 | Kitt Peak        | Spacewatch          | —         | MPC                           |
| 378578     | 2008 DE56  | 28 fev 2008 | Nogales          | Tenagra II Obs.     | Pallas    | MPC                           |
| 378579     | 2008 DT59  | 27 fev 2008 | Mount Lemmon     | Mount Lemmon Survey | —         | MPC                           |
| 378580     | 2008 DA60  | 28 jan 2004 | Kitt Peak        | Spacewatch          | —         | MPC                           |
| 378581     | 2008 DV67  | 29 fev 2008 | Kitt Peak        | Spacewatch          | —         | MPC                           |
| 378582     | 2008 DK82  | 28 fev 2008 | Kitt Peak        | Spacewatch          | —         | MPC                           |
| 378583     | 2008 DM84  | 25 fev 2008 | Mount Lemmon     | Mount Lemmon Survey | —         | MPC                           |
| 378584     | 2008 DK89  | 28 fev 2008 | Mount Lemmon     | Mount Lemmon Survey | Mitidika  | MPC                           |
| 378585     | 2008 EY6   | 3 mar 2008  | Dauban           | F. Kugel            | —         | MPC                           |
| 378586     | 2008 EJ15  | 1 mar 2008  | Kitt Peak        | Spacewatch          | —         | MPC                           |
| 378587     | 2008 ER20  | 2 mar 2008  | Kitt Peak        | Spacewatch          | —         | MPC                           |
| 378588     | 2008 EQ21  | 2 mar 2008  | Kitt Peak        | Spacewatch          | —         | MPC                           |
| 378589     | 2008 EZ22  | 3 mar 2008  | Catalina         | CSS                 | —         | MPC                           |
| 378590     | 2008 EA23  | 3 mar 2008  | Catalina         | CSS                 | —         | MPC                           |
| 378591     | 2008 EO35  | 2 mar 2008  | Kitt Peak        | Spacewatch          | —         | MPC                           |
| 378592     | 2008 EK42  | 4 mar 2008  | Kitt Peak        | Spacewatch          | —         | MPC                           |
| 378593     | 2008 EV44  | 15 set 2006 | Kitt Peak        | Spacewatch          | —         | MPC                           |
| 378594     | 2008 EO46  | 5 mar 2008  | Mount Lemmon     | Mount Lemmon Survey | —         | MPC                           |
| 378595     | 2008 EK47  | 5 mar 2008  | Mount Lemmon     | Mount Lemmon Survey | —         | MPC                           |
| 378596     | 2008 EH48  | 5 mar 2008  | Kitt Peak        | Spacewatch          | —         | MPC                           |
| 378597     | 2008 EV52  | 6 mar 2008  | Mount Lemmon     | Mount Lemmon Survey | —         | MPC                           |
| 378598     | 2008 EL58  | 10 jan 2008 | Kitt Peak        | Spacewatch          | —         | MPC                           |
| 378599     | 2008 EP88  | 7 mar 2008  | Socorro          | LINEAR              | —         | MPC                           |
| 378600     | 2008 EM89  | 9 mar 2008  | Socorro          | LINEAR              | —         | MPC                           |

## 378601–378700
| Designação   | Designação | Descoberta  | Descoberta      | Descobridor(es)     | Categoria | Mais informações / Referência |
| Permanente   | Provisória | Data        | Local           | Descobridor(es)     | Categoria | Mais informações / Referência |
| ------------ | ---------- | ----------- | --------------- | ------------------- | --------- | ----------------------------- |
| 378601       | 2008 EA108 | 7 mar 2008  | Mount Lemmon    | Mount Lemmon Survey | —         | MPC                           |
| 378602       | 2008 EQ116 | 8 mar 2008  | Kitt Peak       | Spacewatch          | Mitidika  | MPC                           |
| 378603       | 2008 EG121 | 9 mar 2008  | Kitt Peak       | Spacewatch          | —         | MPC                           |
| 378604       | 2008 ER137 | 11 mar 2008 | Kitt Peak       | Spacewatch          | —         | MPC                           |
| 378605       | 2008 EF149 | 3 mar 2008  | Purple Mountain | PMO NEO             | —         | MPC                           |
| 378606       | 2008 EN154 | 4 mar 2008  | Mount Lemmon    | Mount Lemmon Survey | —         | MPC                           |
| 378607       | 2008 EW156 | 10 mar 2008 | Kitt Peak       | Spacewatch          | —         | MPC                           |
| 378608       | 2008 EW157 | 1 mar 2008  | Kitt Peak       | Spacewatch          | —         | MPC                           |
| 378609       | 2008 ES164 | 1 mar 2008  | Kitt Peak       | Spacewatch          | —         | MPC                           |
| 378610       | 2008 FT6   | 29 mar 2008 | Kitt Peak       | Spacewatch          | —         | MPC                           |
| 378611       | 2008 FY15  | 26 mar 2008 | Kitt Peak       | Spacewatch          | —         | MPC                           |
| 378612       | 2008 FW39  | 28 mar 2008 | Kitt Peak       | Spacewatch          | —         | MPC                           |
| 378613       | 2008 FE41  | 28 mar 2008 | Kitt Peak       | Spacewatch          | —         | MPC                           |
| 378614       | 2008 FK42  | 28 mar 2008 | Mount Lemmon    | Mount Lemmon Survey | —         | MPC                           |
| 378615       | 2008 FQ53  | 28 mar 2008 | Mount Lemmon    | Mount Lemmon Survey | —         | MPC                           |
| 378616       | 2008 FN55  | 28 mar 2008 | Mount Lemmon    | Mount Lemmon Survey | —         | MPC                           |
| 378617       | 2008 FS66  | 28 mar 2008 | Kitt Peak       | Spacewatch          | —         | MPC                           |
| 378618       | 2008 FT66  | 28 mar 2008 | Kitt Peak       | Spacewatch          | —         | MPC                           |
| 378619       | 2008 FW66  | 28 mar 2008 | Kitt Peak       | Spacewatch          | —         | MPC                           |
| 378620       | 2008 FY66  | 28 mar 2008 | Kitt Peak       | Spacewatch          | —         | MPC                           |
| 378621       | 2008 FV68  | 28 mar 2008 | Mount Lemmon    | Mount Lemmon Survey | —         | MPC                           |
| 378622       | 2008 FE69  | 28 mar 2008 | Mount Lemmon    | Mount Lemmon Survey | —         | MPC                           |
| 378623       | 2008 FY74  | 31 mar 2008 | Mount Lemmon    | Mount Lemmon Survey | —         | MPC                           |
| 378624       | 2008 FV76  | 27 mar 2008 | Kitt Peak       | Spacewatch          | —         | MPC                           |
| 378625       | 2008 FM83  | 28 mar 2008 | Kitt Peak       | Spacewatch          | —         | MPC                           |
| 378626       | 2008 FY89  | 29 mar 2008 | Mount Lemmon    | Mount Lemmon Survey | —         | MPC                           |
| 378627       | 2008 FP97  | 30 mar 2008 | Kitt Peak       | Spacewatch          | —         | MPC                           |
| 378628       | 2008 FK102 | 30 mar 2008 | Kitt Peak       | Spacewatch          | —         | MPC                           |
| 378629       | 2008 FZ102 | 30 mar 2008 | Kitt Peak       | Spacewatch          | —         | MPC                           |
| 378630       | 2008 FT104 | 30 mar 2008 | Kitt Peak       | Spacewatch          | —         | MPC                           |
| 378631       | 2008 FV107 | 31 mar 2008 | Kitt Peak       | Spacewatch          | —         | MPC                           |
| 378632       | 2008 FX107 | 31 mar 2008 | Kitt Peak       | Spacewatch          | —         | MPC                           |
| 378633       | 2008 FD115 | 31 mar 2008 | Mount Lemmon    | Mount Lemmon Survey | —         | MPC                           |
| 378634       | 2008 FM116 | 31 mar 2008 | Kitt Peak       | Spacewatch          | —         | MPC                           |
| 378635       | 2008 FQ127 | 26 mar 2008 | Mount Lemmon    | Mount Lemmon Survey | —         | MPC                           |
| 378636       | 2008 FM128 | 28 mar 2008 | Mount Lemmon    | Mount Lemmon Survey | —         | MPC                           |
| 378637       | 2008 FM129 | 31 mar 2008 | Kitt Peak       | Spacewatch          | —         | MPC                           |
| 378638       | 2008 FT129 | 31 mar 2008 | Kitt Peak       | Spacewatch          | —         | MPC                           |
| 378639       | 2008 FG130 | 29 mar 2008 | Kitt Peak       | Spacewatch          | —         | MPC                           |
| 378640       | 2008 FC133 | 30 mar 2008 | Kitt Peak       | Spacewatch          | —         | MPC                           |
| 378641       | 2008 FX134 | 30 mar 2008 | Kitt Peak       | Spacewatch          | —         | MPC                           |
| 378642       | 2008 FR136 | 29 mar 2008 | Kitt Peak       | Spacewatch          | —         | MPC                           |
| 378643       | 2008 FT137 | 31 mar 2008 | Kitt Peak       | Spacewatch          | —         | MPC                           |
| 378644       | 2008 GG4   | 7 abr 2008  | Grove Creek     | F. Tozzi            | —         | MPC                           |
| 378645       | 2008 GU10  | 23 fev 2004 | Socorro         | LINEAR              | Mitidika  | MPC                           |
| 378646       | 2008 GQ27  | 3 abr 2008  | Mount Lemmon    | Mount Lemmon Survey | —         | MPC                           |
| 378647       | 2008 GF35  | 3 abr 2008  | Kitt Peak       | Spacewatch          | —         | MPC                           |
| 378648       | 2008 GM35  | 3 abr 2008  | Kitt Peak       | Spacewatch          | —         | MPC                           |
| 378649       | 2008 GH37  | 3 abr 2008  | Kitt Peak       | Spacewatch          | —         | MPC                           |
| 378650       | 2008 GS37  | 3 abr 2008  | Kitt Peak       | Spacewatch          | —         | MPC                           |
| 378651       | 2008 GF41  | 28 nov 1999 | Kitt Peak       | Spacewatch          | —         | MPC                           |
| 378652       | 2008 GR41  | 19 set 2001 | Kitt Peak       | Spacewatch          | —         | MPC                           |
| 378653       | 2008 GY46  | 4 abr 2008  | Kitt Peak       | Spacewatch          | —         | MPC                           |
| 378654       | 2008 GZ52  | 5 abr 2008  | Mount Lemmon    | Mount Lemmon Survey | —         | MPC                           |
| 378655       | 2008 GY72  | 7 abr 2008  | Mount Lemmon    | Mount Lemmon Survey | —         | MPC                           |
| 378656       | 2008 GB73  | 7 abr 2008  | Mount Lemmon    | Mount Lemmon Survey | —         | MPC                           |
| 378657       | 2008 GO77  | 7 abr 2008  | Kitt Peak       | Spacewatch          | —         | MPC                           |
| 378658       | 2008 GV82  | 8 abr 2008  | Kitt Peak       | Spacewatch          | —         | MPC                           |
| 378659       | 2008 GU97  | 8 abr 2008  | Kitt Peak       | Spacewatch          | —         | MPC                           |
| 378660       | 2008 GQ100 | 1 abr 2008  | Kitt Peak       | Spacewatch          | —         | MPC                           |
| 378661       | 2008 GR103 | 28 mar 2008 | Kitt Peak       | Spacewatch          | —         | MPC                           |
| 378662       | 2008 GK104 | 11 abr 2008 | Kitt Peak       | Spacewatch          | —         | MPC                           |
| 378663       | 2008 GU106 | 12 abr 2008 | Catalina        | CSS                 | —         | MPC                           |
| 378664       | 2008 GL107 | 12 abr 2008 | Mount Lemmon    | Mount Lemmon Survey | —         | MPC                           |
| 378665       | 2008 GB116 | 11 abr 2008 | Kitt Peak       | Spacewatch          | —         | MPC                           |
| 378666       | 2008 GS117 | 11 abr 2008 | Kitt Peak       | Spacewatch          | —         | MPC                           |
| 378667       | 2008 GK137 | 6 abr 2008  | Mount Lemmon    | Mount Lemmon Survey | —         | MPC                           |
| 378668       | 2008 GN140 | 7 abr 2008  | Kitt Peak       | Spacewatch          | —         | MPC                           |
| 378669 Rivas | 2008 HO4   | 29 abr 2008 | Vicques         | M. Ory              | —         | MPC                           |
| 378670       | 2008 HR8   | 24 abr 2008 | Kitt Peak       | Spacewatch          | —         | MPC                           |
| 378671       | 2008 HZ11  | 24 abr 2008 | Kitt Peak       | Spacewatch          | —         | MPC                           |
| 378672       | 2008 HD13  | 25 abr 2008 | Kitt Peak       | Spacewatch          | —         | MPC                           |
| 378673       | 2008 HT19  | 14 abr 2008 | Mount Lemmon    | Mount Lemmon Survey | —         | MPC                           |
| 378674       | 2008 HV21  | 26 abr 2008 | Mount Lemmon    | Mount Lemmon Survey | Mitidika  | MPC                           |
| 378675       | 2008 HW39  | 26 abr 2008 | Mount Lemmon    | Mount Lemmon Survey | —         | MPC                           |
| 378676       | 2008 HB42  | 26 abr 2008 | Mount Lemmon    | Mount Lemmon Survey | —         | MPC                           |
| 378677       | 2008 HX45  | 28 abr 2008 | Kitt Peak       | Spacewatch          | —         | MPC                           |
| 378678       | 2008 HG50  | 29 abr 2008 | Kitt Peak       | Spacewatch          | —         | MPC                           |
| 378679       | 2008 HU55  | 29 abr 2008 | Kitt Peak       | Spacewatch          | —         | MPC                           |
| 378680       | 2008 HX62  | 28 abr 2008 | Kitt Peak       | Spacewatch          | —         | MPC                           |
| 378681       | 2008 HJ64  | 29 abr 2008 | Mount Lemmon    | Mount Lemmon Survey | —         | MPC                           |
| 378682       | 2008 JD4   | 1 mai 2008  | Kitt Peak       | Spacewatch          | —         | MPC                           |
| 378683       | 2008 JZ11  | 3 mai 2008  | Kitt Peak       | Spacewatch          | —         | MPC                           |
| 378684       | 2008 JC17  | 3 mai 2008  | Mount Lemmon    | Mount Lemmon Survey | —         | MPC                           |
| 378685       | 2008 JJ22  | 1 mai 2008  | Siding Spring   | SSS                 | —         | MPC                           |
| 378686       | 2008 JW26  | 7 mai 2008  | Kitt Peak       | Spacewatch          | —         | MPC                           |
| 378687       | 2008 JM30  | 11 mai 2008 | Kitt Peak       | Spacewatch          | —         | MPC                           |
| 378688       | 2008 JN38  | 15 mai 2008 | Mount Lemmon    | Mount Lemmon Survey | —         | MPC                           |
| 378689       | 2008 KT4   | 27 mai 2008 | Kitt Peak       | Spacewatch          | —         | MPC                           |
| 378690       | 2008 KL5   | 15 mar 2004 | Kitt Peak       | Spacewatch          | —         | MPC                           |
| 378691       | 2008 KU7   | 27 mai 2008 | Kitt Peak       | Spacewatch          | —         | MPC                           |
| 378692       | 2008 KO10  | 30 mar 2008 | Kitt Peak       | Spacewatch          | —         | MPC                           |
| 378693       | 2008 KE15  | 27 mai 2008 | Mount Lemmon    | Mount Lemmon Survey | —         | MPC                           |
| 378694       | 2008 KT28  | 31 mai 2008 | Kitt Peak       | Spacewatch          | —         | MPC                           |
| 378695       | 2008 KG30  | 27 abr 2008 | Mount Lemmon    | Mount Lemmon Survey | Phocaea   | MPC                           |
| 378696       | 2008 KU38  | 30 mai 2008 | Kitt Peak       | Spacewatch          | —         | MPC                           |
| 378697       | 2008 LS    | 1 jun 2008  | Mount Lemmon    | Mount Lemmon Survey | —         | MPC                           |
| 378698       | 2008 LT11  | 3 mai 2008  | Mount Lemmon    | Mount Lemmon Survey | —         | MPC                           |
| 378699       | 2008 LE17  | 10 jun 2008 | Kitt Peak       | Spacewatch          | —         | MPC                           |
| 378700       | 2008 MU    | 26 jun 2008 | Siding Spring   | SSS                 | —         | MPC                           |

## 378701–378800
| Designação   | Designação | Descoberta  | Descoberta       | Descobridor(es)          | Categoria | Mais informações / Referência |
| Permanente   | Provisória | Data        | Local            | Descobridor(es)          | Categoria | Mais informações / Referência |
| ------------ | ---------- | ----------- | ---------------- | ------------------------ | --------- | ----------------------------- |
| 378701       | 2008 NJ1   | 1 jul 2008  | Bergisch Gladbac | W. Bickel                | —         | MPC                           |
| 378702       | 2008 OV3   | 25 jul 2008 | Siding Spring    | SSS                      | —         | MPC                           |
| 378703       | 2008 OS19  | 29 jul 2008 | Kitt Peak        | Spacewatch               | Eos       | MPC                           |
| 378704       | 2008 OR20  | 29 jul 2008 | Kitt Peak        | Spacewatch               | —         | MPC                           |
| 378705       | 2008 OQ23  | 29 jul 2008 | Kitt Peak        | Spacewatch               | —         | MPC                           |
| 378706       | 2008 OD24  | 30 jul 2008 | Kitt Peak        | Spacewatch               | —         | MPC                           |
| 378707       | 2008 PP6   | 2 ago 2008  | Siding Spring    | SSS                      | —         | MPC                           |
| 378708       | 2008 PD13  | 10 ago 2008 | La Sagra         | Mallorca Obs.            | —         | MPC                           |
| 378709       | 2008 PP14  | 30 jul 2008 | Kitt Peak        | Spacewatch               | —         | MPC                           |
| 378710       | 2008 PN15  | 7 ago 2008  | La Sagra         | Mallorca Obs.            | —         | MPC                           |
| 378711       | 2008 PP16  | 26 jul 2008 | Siding Spring    | SSS                      | Eos       | MPC                           |
| 378712       | 2008 PO20  | 2 ago 2008  | Siding Spring    | SSS                      | —         | MPC                           |
| 378713       | 2008 PT20  | 5 ago 2008  | Siding Spring    | SSS                      | —         | MPC                           |
| 378714       | 2008 PY20  | 2 ago 2008  | Siding Spring    | SSS                      | —         | MPC                           |
| 378715       | 2008 PH21  | 6 ago 2008  | Siding Spring    | SSS                      | —         | MPC                           |
| 378716       | 2008 QK1   | 23 ago 2008 | La Sagra         | Mallorca Obs.            | —         | MPC                           |
| 378717       | 2008 QL6   | 28 jul 2008 | Mount Lemmon     | Mount Lemmon Survey      | —         | MPC                           |
| 378718       | 2008 QH9   | 25 ago 2008 | La Sagra         | Mallorca Obs.            | —         | MPC                           |
| 378719       | 2008 QJ10  | 21 ago 2008 | Kitt Peak        | Spacewatch               | —         | MPC                           |
| 378720       | 2008 QQ13  | 22 ago 2008 | Kitt Peak        | Spacewatch               | —         | MPC                           |
| 378721 Thizy | 2008 QP14  | 27 ago 2008 | Pises            | J.-M. Lopez, C. Cavadore | —         | MPC                           |
| 378722       | 2008 QG17  | 27 ago 2008 | La Sagra         | Mallorca Obs.            | —         | MPC                           |
| 378723       | 2008 QH21  | 26 ago 2008 | Socorro          | LINEAR                   | —         | MPC                           |
| 378724       | 2008 QO22  | 1 dez 2005  | Mount Lemmon     | Mount Lemmon Survey      | —         | MPC                           |
| 378725       | 2008 QS26  | 29 ago 2008 | La Sagra         | Mallorca Obs.            | —         | MPC                           |
| 378726       | 2008 QL28  | 30 ago 2008 | La Sagra         | Mallorca Obs.            | —         | MPC                           |
| 378727       | 2008 QJ36  | 15 mar 2007 | Mount Lemmon     | Mount Lemmon Survey      | —         | MPC                           |
| 378728       | 2008 QH38  | 23 ago 2008 | Kitt Peak        | Spacewatch               | —         | MPC                           |
| 378729       | 2008 QD42  | 21 ago 2008 | Kitt Peak        | Spacewatch               | —         | MPC                           |
| 378730       | 2008 QD43  | 24 ago 2008 | Kitt Peak        | Spacewatch               | —         | MPC                           |
| 378731       | 2008 QK45  | 30 ago 2008 | Socorro          | LINEAR                   | —         | MPC                           |
| 378732       | 2008 QA46  | 30 ago 2008 | Socorro          | LINEAR                   | —         | MPC                           |
| 378733       | 2008 QJ47  | 19 ago 2008 | Siding Spring    | SSS                      | —         | MPC                           |
| 378734       | 2008 RN3   | 2 set 2008  | Kitt Peak        | Spacewatch               | —         | MPC                           |
| 378735       | 2008 RH4   | 2 set 2008  | Kitt Peak        | Spacewatch               | —         | MPC                           |
| 378736       | 2008 RB16  | 4 set 2008  | Kitt Peak        | Spacewatch               | —         | MPC                           |
| 378737       | 2008 RH18  | 24 ago 2008 | Kitt Peak        | Spacewatch               | —         | MPC                           |
| 378738       | 2008 RJ28  | 21 fev 2006 | Mount Lemmon     | Mount Lemmon Survey      | —         | MPC                           |
| 378739       | 2008 RK33  | 11 mai 2007 | Mount Lemmon     | Mount Lemmon Survey      | —         | MPC                           |
| 378740       | 2008 RC35  | 2 set 2008  | Kitt Peak        | Spacewatch               | —         | MPC                           |
| 378741       | 2008 RK36  | 2 set 2008  | Kitt Peak        | Spacewatch               | —         | MPC                           |
| 378742       | 2008 RA41  | 2 set 2008  | Kitt Peak        | Spacewatch               | —         | MPC                           |
| 378743       | 2008 RJ58  | 3 set 2008  | Kitt Peak        | Spacewatch               | —         | MPC                           |
| 378744       | 2008 RR67  | 4 set 2008  | Kitt Peak        | Spacewatch               | —         | MPC                           |
| 378745       | 2008 RS67  | 4 set 2008  | Kitt Peak        | Spacewatch               | —         | MPC                           |
| 378746       | 2008 RR69  | 5 set 2008  | Kitt Peak        | Spacewatch               | —         | MPC                           |
| 378747       | 2008 RM77  | 6 set 2008  | Catalina         | CSS                      | —         | MPC                           |
| 378748       | 2008 RW91  | 6 set 2008  | Kitt Peak        | Spacewatch               | Themis    | MPC                           |
| 378749       | 2008 RR92  | 6 set 2008  | Kitt Peak        | Spacewatch               | —         | MPC                           |
| 378750       | 2008 RD94  | 6 set 2008  | Kitt Peak        | Spacewatch               | —         | MPC                           |
| 378751       | 2008 RB95  | 7 set 2008  | Mount Lemmon     | Mount Lemmon Survey      | —         | MPC                           |
| 378752       | 2008 RB99  | 2 set 2008  | Kitt Peak        | Spacewatch               | —         | MPC                           |
| 378753       | 2008 RV101 | 2 set 2008  | Kitt Peak        | Spacewatch               | —         | MPC                           |
| 378754       | 2008 RV103 | 5 set 2008  | Kitt Peak        | Spacewatch               | —         | MPC                           |
| 378755       | 2008 RJ105 | 6 set 2008  | Mount Lemmon     | Mount Lemmon Survey      | —         | MPC                           |
| 378756       | 2008 RD111 | 4 set 2008  | Kitt Peak        | Spacewatch               | —         | MPC                           |
| 378757       | 2008 RT113 | 6 set 2008  | Kitt Peak        | Spacewatch               | —         | MPC                           |
| 378758       | 2008 RF116 | 7 set 2008  | Mount Lemmon     | Mount Lemmon Survey      | —         | MPC                           |
| 378759       | 2008 RS117 | 9 set 2008  | Kitt Peak        | Spacewatch               | Eos       | MPC                           |
| 378760       | 2008 RF118 | 9 set 2008  | Mount Lemmon     | Mount Lemmon Survey      | —         | MPC                           |
| 378761       | 2008 RU118 | 9 set 2008  | Mount Lemmon     | Mount Lemmon Survey      | —         | MPC                           |
| 378762       | 2008 RF120 | 7 set 2008  | Mount Lemmon     | Mount Lemmon Survey      | —         | MPC                           |
| 378763       | 2008 RX121 | 3 set 2008  | Kitt Peak        | Spacewatch               | —         | MPC                           |
| 378764       | 2008 RH124 | 6 set 2008  | Kitt Peak        | Spacewatch               | —         | MPC                           |
| 378765       | 2008 RM125 | 7 set 2008  | Mount Lemmon     | Mount Lemmon Survey      | —         | MPC                           |
| 378766       | 2008 RP126 | 4 set 2008  | Kitt Peak        | Spacewatch               | —         | MPC                           |
| 378767       | 2008 RL130 | 3 set 2008  | Kitt Peak        | Spacewatch               | —         | MPC                           |
| 378768       | 2008 RQ140 | 9 set 2008  | Mount Lemmon     | Mount Lemmon Survey      | —         | MPC                           |
| 378769       | 2008 RM142 | 7 set 2008  | Socorro          | LINEAR                   | —         | MPC                           |
| 378770       | 2008 RD143 | 2 set 2008  | Kitt Peak        | Spacewatch               | —         | MPC                           |
| 378771       | 2008 RS143 | 6 set 2008  | Kitt Peak        | Spacewatch               | Themis    | MPC                           |
| 378772       | 2008 RN146 | 9 set 2008  | Catalina         | CSS                      | —         | MPC                           |
| 378773       | 2008 SJ1   | 22 set 2008 | Sierra Stars     | F. Tozzi                 | —         | MPC                           |
| 378774       | 2008 SH5   | 22 set 2008 | Socorro          | LINEAR                   | —         | MPC                           |
| 378775       | 2008 SH9   | 25 jan 2006 | Kitt Peak        | Spacewatch               | —         | MPC                           |
| 378776       | 2008 SY14  | 7 set 2008  | Mount Lemmon     | Mount Lemmon Survey      | —         | MPC                           |
| 378777       | 2008 SV24  | 19 set 2008 | Kitt Peak        | Spacewatch               | —         | MPC                           |
| 378778       | 2008 SL27  | 19 set 2008 | Kitt Peak        | Spacewatch               | —         | MPC                           |
| 378779       | 2008 SC28  | 19 set 2008 | Kitt Peak        | Spacewatch               | —         | MPC                           |
| 378780       | 2008 SG29  | 19 set 2008 | Kitt Peak        | Spacewatch               | —         | MPC                           |
| 378781       | 2008 SU30  | 9 set 2008  | Kitt Peak        | Spacewatch               | —         | MPC                           |
| 378782       | 2008 SH31  | 20 set 2008 | Kitt Peak        | Spacewatch               | —         | MPC                           |
| 378783       | 2008 SK33  | 29 jul 2008 | Kitt Peak        | Spacewatch               | —         | MPC                           |
| 378784       | 2008 SD48  | 20 set 2008 | Mount Lemmon     | Mount Lemmon Survey      | —         | MPC                           |
| 378785       | 2008 SV50  | 3 set 2008  | Kitt Peak        | Spacewatch               | —         | MPC                           |
| 378786       | 2008 SW54  | 20 set 2008 | Mount Lemmon     | Mount Lemmon Survey      | —         | MPC                           |
| 378787       | 2008 SR67  | 21 set 2008 | Kitt Peak        | Spacewatch               | —         | MPC                           |
| 378788       | 2008 SF71  | 3 set 2008  | Kitt Peak        | Spacewatch               | —         | MPC                           |
| 378789       | 2008 SU75  | 23 set 2008 | Mount Lemmon     | Mount Lemmon Survey      | —         | MPC                           |
| 378790       | 2008 SA79  | 24 ago 2008 | Kitt Peak        | Spacewatch               | —         | MPC                           |
| 378791       | 2008 SQ84  | 27 set 2008 | Taunus           | E. Schwab, R. Kling      | —         | MPC                           |
| 378792       | 2008 SY86  | 20 set 2008 | Kitt Peak        | Spacewatch               | —         | MPC                           |
| 378793       | 2008 SR92  | 21 set 2008 | Catalina         | CSS                      | —         | MPC                           |
| 378794       | 2008 SL99  | 21 set 2008 | Kitt Peak        | Spacewatch               | —         | MPC                           |
| 378795       | 2008 SU99  | 21 set 2008 | Kitt Peak        | Spacewatch               | —         | MPC                           |
| 378796       | 2008 SE103 | 21 set 2008 | Mount Lemmon     | Mount Lemmon Survey      | Maria     | MPC                           |
| 378797       | 2008 SQ110 | 22 set 2008 | Kitt Peak        | Spacewatch               | —         | MPC                           |
| 378798       | 2008 SG114 | 22 set 2008 | Kitt Peak        | Spacewatch               | —         | MPC                           |
| 378799       | 2008 SS121 | 22 set 2008 | Mount Lemmon     | Mount Lemmon Survey      | —         | MPC                           |
| 378800       | 2008 SF134 | 23 set 2008 | Kitt Peak        | Spacewatch               | —         | MPC                           |

## 378801–378900
| Designação | Designação | Descoberta  | Descoberta   | Descobridor(es)     | Categoria | Mais informações / Referência |
| Permanente | Provisória | Data        | Local        | Descobridor(es)     | Categoria | Mais informações / Referência |
| ---------- | ---------- | ----------- | ------------ | ------------------- | --------- | ----------------------------- |
| 378801     | 2008 SZ137 | 23 set 2008 | Kitt Peak    | Spacewatch          | —         | MPC                           |
| 378802     | 2008 ST164 | 28 set 2008 | Socorro      | LINEAR              | —         | MPC                           |
| 378803     | 2008 SW172 | 22 set 2008 | Catalina     | CSS                 | Eos       | MPC                           |
| 378804     | 2008 SJ173 | 22 set 2008 | Catalina     | CSS                 | —         | MPC                           |
| 378805     | 2008 SD187 | 25 set 2008 | Kitt Peak    | Spacewatch          | —         | MPC                           |
| 378806     | 2008 ST188 | 25 set 2008 | Kitt Peak    | Spacewatch          | —         | MPC                           |
| 378807     | 2008 SH189 | 25 set 2008 | Mount Lemmon | Mount Lemmon Survey | —         | MPC                           |
| 378808     | 2008 SJ196 | 25 set 2008 | Kitt Peak    | Spacewatch          | —         | MPC                           |
| 378809     | 2008 SX206 | 26 set 2008 | Kitt Peak    | Spacewatch          | —         | MPC                           |
| 378810     | 2008 SG209 | 28 set 2008 | Charleston   | ARO                 | —         | MPC                           |
| 378811     | 2008 SB210 | 3 set 2008  | Kitt Peak    | Spacewatch          | —         | MPC                           |
| 378812     | 2008 SL212 | 9 mar 2007  | Kitt Peak    | Spacewatch          | —         | MPC                           |
| 378813     | 2008 SC215 | 29 set 2008 | Mount Lemmon | Mount Lemmon Survey | —         | MPC                           |
| 378814     | 2008 SY217 | 30 set 2008 | Mount Lemmon | Mount Lemmon Survey | —         | MPC                           |
| 378815     | 2008 SO225 | 26 set 2008 | Kitt Peak    | Spacewatch          | —         | MPC                           |
| 378816     | 2008 SC233 | 28 set 2008 | Mount Lemmon | Mount Lemmon Survey | —         | MPC                           |
| 378817     | 2008 SW250 | 24 set 2008 | Kitt Peak    | Spacewatch          | —         | MPC                           |
| 378818     | 2008 SO254 | 22 set 2008 | Catalina     | CSS                 | —         | MPC                           |
| 378819     | 2008 SE259 | 23 set 2008 | Kitt Peak    | Spacewatch          | —         | MPC                           |
| 378820     | 2008 SF259 | 23 set 2008 | Catalina     | CSS                 | Brangane  | MPC                           |
| 378821     | 2008 SY259 | 23 set 2008 | Kitt Peak    | Spacewatch          | Maria     | MPC                           |
| 378822     | 2008 ST260 | 23 set 2008 | Mount Lemmon | Mount Lemmon Survey | Eos       | MPC                           |
| 378823     | 2008 SB261 | 23 set 2008 | Kitt Peak    | Spacewatch          | —         | MPC                           |
| 378824     | 2008 SK264 | 25 set 2008 | Kitt Peak    | Spacewatch          | —         | MPC                           |
| 378825     | 2008 SN270 | 24 set 2008 | Mount Lemmon | Mount Lemmon Survey | —         | MPC                           |
| 378826     | 2008 SH271 | 29 set 2008 | Kitt Peak    | Spacewatch          | —         | MPC                           |
| 378827     | 2008 ST272 | 24 set 2008 | Mount Lemmon | Mount Lemmon Survey | —         | MPC                           |
| 378828     | 2008 SD273 | 29 set 2008 | Mount Lemmon | Mount Lemmon Survey | Brangane  | MPC                           |
| 378829     | 2008 SV276 | 24 set 2008 | Kitt Peak    | Spacewatch          | —         | MPC                           |
| 378830     | 2008 SM278 | 18 abr 2007 | Mount Lemmon | Mount Lemmon Survey | —         | MPC                           |
| 378831     | 2008 SA279 | 28 set 2008 | Mount Lemmon | Mount Lemmon Survey | —         | MPC                           |
| 378832     | 2008 SV280 | 29 set 2008 | Mount Lemmon | Mount Lemmon Survey | —         | MPC                           |
| 378833     | 2008 SW281 | 24 set 2008 | Catalina     | CSS                 | —         | MPC                           |
| 378834     | 2008 SK282 | 29 set 2008 | Mount Lemmon | Mount Lemmon Survey | Brangane  | MPC                           |
| 378835     | 2008 SH283 | 22 set 2008 | Mount Lemmon | Mount Lemmon Survey | —         | MPC                           |
| 378836     | 2008 SK283 | 22 set 2008 | Mount Lemmon | Mount Lemmon Survey | —         | MPC                           |
| 378837     | 2008 SF288 | 23 set 2008 | Mount Lemmon | Mount Lemmon Survey | Maria     | MPC                           |
| 378838     | 2008 SR290 | 23 set 2008 | Mount Lemmon | Mount Lemmon Survey | —         | MPC                           |
| 378839     | 2008 SG291 | 21 set 2008 | Catalina     | CSS                 | —         | MPC                           |
| 378840     | 2008 SS307 | 29 set 2008 | Mount Lemmon | Mount Lemmon Survey | —         | MPC                           |
| 378841     | 2008 SU307 | 29 set 2008 | Catalina     | CSS                 | —         | MPC                           |
| 378842     | 2008 TD4   | 7 out 2008  | Catalina     | CSS                 | —         | MPC                           |
| 378843     | 2008 TX6   | 24 ago 2008 | Kitt Peak    | Spacewatch          | Brangane  | MPC                           |
| 378844     | 2008 TX15  | 1 out 2008  | Mount Lemmon | Mount Lemmon Survey | —         | MPC                           |
| 378845     | 2008 TE17  | 1 out 2008  | Mount Lemmon | Mount Lemmon Survey | —         | MPC                           |
| 378846     | 2008 TF18  | 1 out 2008  | Mount Lemmon | Mount Lemmon Survey | —         | MPC                           |
| 378847     | 2008 TS18  | 1 out 2008  | Mount Lemmon | Mount Lemmon Survey | —         | MPC                           |
| 378848     | 2008 TR19  | 1 out 2008  | Mount Lemmon | Mount Lemmon Survey | —         | MPC                           |
| 378849     | 2008 TW23  | 2 out 2008  | Mount Lemmon | Mount Lemmon Survey | —         | MPC                           |
| 378850     | 2008 TK29  | 1 out 2008  | Catalina     | CSS                 | —         | MPC                           |
| 378851     | 2008 TG30  | 24 set 2008 | Kitt Peak    | Spacewatch          | —         | MPC                           |
| 378852     | 2008 TJ30  | 1 out 2008  | Kitt Peak    | Spacewatch          | —         | MPC                           |
| 378853     | 2008 TC31  | 1 out 2008  | Kitt Peak    | Spacewatch          | —         | MPC                           |
| 378854     | 2008 TK51  | 2 out 2008  | Kitt Peak    | Spacewatch          | —         | MPC                           |
| 378855     | 2008 TP53  | 26 mar 2006 | Mount Lemmon | Mount Lemmon Survey | Maria     | MPC                           |
| 378856     | 2008 TC61  | 2 out 2008  | Catalina     | CSS                 | —         | MPC                           |
| 378857     | 2008 TE64  | 2 out 2008  | Kitt Peak    | Spacewatch          | —         | MPC                           |
| 378858     | 2008 TT74  | 2 out 2008  | Kitt Peak    | Spacewatch          | —         | MPC                           |
| 378859     | 2008 TE77  | 2 out 2008  | Mount Lemmon | Mount Lemmon Survey | —         | MPC                           |
| 378860     | 2008 TD83  | 3 out 2008  | Kitt Peak    | Spacewatch          | —         | MPC                           |
| 378861     | 2008 TN83  | 3 out 2008  | Kitt Peak    | Spacewatch          | —         | MPC                           |
| 378862     | 2008 TZ85  | 3 out 2008  | Mount Lemmon | Mount Lemmon Survey | —         | MPC                           |
| 378863     | 2008 TX88  | 24 set 2008 | Kitt Peak    | Spacewatch          | Maria     | MPC                           |
| 378864     | 2008 TS96  | 6 out 2008  | Kitt Peak    | Spacewatch          | —         | MPC                           |
| 378865     | 2008 TR98  | 6 out 2008  | Kitt Peak    | Spacewatch          | Themis    | MPC                           |
| 378866     | 2008 TH99  | 6 out 2008  | Kitt Peak    | Spacewatch          | —         | MPC                           |
| 378867     | 2008 TU101 | 6 out 2008  | Kitt Peak    | Spacewatch          | —         | MPC                           |
| 378868     | 2008 TE103 | 6 out 2008  | Kitt Peak    | Spacewatch          | —         | MPC                           |
| 378869     | 2008 TB106 | 6 out 2008  | Mount Lemmon | Mount Lemmon Survey | —         | MPC                           |
| 378870     | 2008 TB113 | 6 out 2008  | Kitt Peak    | Spacewatch          | —         | MPC                           |
| 378871     | 2008 TX119 | 7 out 2008  | Kitt Peak    | Spacewatch          | —         | MPC                           |
| 378872     | 2008 TB120 | 7 out 2008  | Kitt Peak    | Spacewatch          | —         | MPC                           |
| 378873     | 2008 TY124 | 8 out 2008  | Mount Lemmon | Mount Lemmon Survey | —         | MPC                           |
| 378874     | 2008 TQ125 | 23 set 2008 | Kitt Peak    | Spacewatch          | —         | MPC                           |
| 378875     | 2008 TB127 | 8 out 2008  | Mount Lemmon | Mount Lemmon Survey | —         | MPC                           |
| 378876     | 2008 TJ132 | 8 out 2008  | Mount Lemmon | Mount Lemmon Survey | —         | MPC                           |
| 378877     | 2008 TZ134 | 8 out 2008  | Kitt Peak    | Spacewatch          | —         | MPC                           |
| 378878     | 2008 TN137 | 8 out 2008  | Kitt Peak    | Spacewatch          | —         | MPC                           |
| 378879     | 2008 TF147 | 9 out 2008  | Mount Lemmon | Mount Lemmon Survey | —         | MPC                           |
| 378880     | 2008 TD149 | 9 out 2008  | Mount Lemmon | Mount Lemmon Survey | —         | MPC                           |
| 378881     | 2008 TW149 | 9 out 2008  | Mount Lemmon | Mount Lemmon Survey | —         | MPC                           |
| 378882     | 2008 TB167 | 8 out 2008  | Kitt Peak    | Spacewatch          | —         | MPC                           |
| 378883     | 2008 TN169 | 7 out 2008  | Kitt Peak    | Spacewatch          | Maria     | MPC                           |
| 378884     | 2008 TJ174 | 2 out 2008  | Mount Lemmon | Mount Lemmon Survey | Eos       | MPC                           |
| 378885     | 2008 TK175 | 8 out 2008  | Mount Lemmon | Mount Lemmon Survey | —         | MPC                           |
| 378886     | 2008 TW176 | 9 out 2008  | Mount Lemmon | Mount Lemmon Survey | —         | MPC                           |
| 378887     | 2008 TQ183 | 2 out 2008  | Kitt Peak    | Spacewatch          | —         | MPC                           |
| 378888     | 2008 TY184 | 6 out 2008  | Mount Lemmon | Mount Lemmon Survey | —         | MPC                           |
| 378889     | 2008 TQ188 | 10 out 2008 | Kitt Peak    | Spacewatch          | —         | MPC                           |
| 378890     | 2008 UK7   | 10 out 2008 | Catalina     | CSS                 | —         | MPC                           |
| 378891     | 2008 UV10  | 24 set 2008 | Kitt Peak    | Spacewatch          | —         | MPC                           |
| 378892     | 2008 UG13  | 17 out 2008 | Kitt Peak    | Spacewatch          | —         | MPC                           |
| 378893     | 2008 UH26  | 20 out 2008 | Mount Lemmon | Mount Lemmon Survey | Themis    | MPC                           |
| 378894     | 2008 UC29  | 20 out 2008 | Kitt Peak    | Spacewatch          | —         | MPC                           |
| 378895     | 2008 UF32  | 20 out 2008 | Kitt Peak    | Spacewatch          | —         | MPC                           |
| 378896     | 2008 UK32  | 20 out 2008 | Kitt Peak    | Spacewatch          | Themis    | MPC                           |
| 378897     | 2008 UZ36  | 20 out 2008 | Kitt Peak    | Spacewatch          | Brangane  | MPC                           |
| 378898     | 2008 UM38  | 20 out 2008 | Kitt Peak    | Spacewatch          | —         | MPC                           |
| 378899     | 2008 UB39  | 20 out 2008 | Kitt Peak    | Spacewatch          | Brangane  | MPC                           |
| 378900     | 2008 UR42  | 20 out 2008 | Kitt Peak    | Spacewatch          | —         | MPC                           |

## 378901–379000
| Designação         | Designação | Descoberta  | Descoberta   | Descobridor(es)     | Categoria | Mais informações / Referência |
| Permanente         | Provisória | Data        | Local        | Descobridor(es)     | Categoria | Mais informações / Referência |
| ------------------ | ---------- | ----------- | ------------ | ------------------- | --------- | ----------------------------- |
| 378901             | 2008 UX45  | 20 out 2008 | Mount Lemmon | Mount Lemmon Survey | —         | MPC                           |
| 378902             | 2008 UZ45  | 20 out 2008 | Kitt Peak    | Spacewatch          | —         | MPC                           |
| 378903             | 2008 UX48  | 20 out 2008 | Kitt Peak    | Spacewatch          | —         | MPC                           |
| 378904             | 2008 UL51  | 20 out 2008 | Kitt Peak    | Spacewatch          | —         | MPC                           |
| 378905             | 2008 UF54  | 20 out 2008 | Kitt Peak    | Spacewatch          | —         | MPC                           |
| 378906             | 2008 UV57  | 21 out 2008 | Kitt Peak    | Spacewatch          | —         | MPC                           |
| 378907             | 2008 UK60  | 21 out 2008 | Kitt Peak    | Spacewatch          | Brangane  | MPC                           |
| 378908             | 2008 UP60  | 21 out 2008 | Kitt Peak    | Spacewatch          | —         | MPC                           |
| 378909             | 2008 UD63  | 21 out 2008 | Kitt Peak    | Spacewatch          | —         | MPC                           |
| 378910             | 2008 UM63  | 21 out 2008 | Kitt Peak    | Spacewatch          | —         | MPC                           |
| 378911             | 2008 UX66  | 21 out 2008 | Kitt Peak    | Spacewatch          | —         | MPC                           |
| 378912             | 2008 UM71  | 21 out 2008 | Mount Lemmon | Mount Lemmon Survey | —         | MPC                           |
| 378913             | 2008 UX75  | 21 out 2008 | Kitt Peak    | Spacewatch          | —         | MPC                           |
| 378914             | 2008 UN76  | 21 out 2008 | Kitt Peak    | Spacewatch          | —         | MPC                           |
| 378915             | 2008 UD80  | 22 out 2008 | Kitt Peak    | Spacewatch          | —         | MPC                           |
| 378916             | 2008 UV84  | 23 out 2008 | Kitt Peak    | Spacewatch          | —         | MPC                           |
| 378917 Stefankarge | 2008 UP91  | 28 out 2008 | Tzec Maun    | E. Schwab           | —         | MPC                           |
| 378918             | 2008 UQ91  | 28 out 2008 | Wrightwood   | J. W. Young         | —         | MPC                           |
| 378919             | 2008 UH93  | 24 out 2008 | Socorro      | LINEAR              | —         | MPC                           |
| 378920             | 2008 UP95  | 24 out 2008 | Piszkéstető  | Piszkéstető Stn.    | —         | MPC                           |
| 378921             | 2008 UU97  | 26 out 2008 | Socorro      | LINEAR              | —         | MPC                           |
| 378922             | 2008 UD106 | 21 out 2008 | Kitt Peak    | Spacewatch          | Maria     | MPC                           |
| 378923             | 2008 UA109 | 21 out 2008 | Mount Lemmon | Mount Lemmon Survey | —         | MPC                           |
| 378924             | 2008 UW109 | 22 out 2008 | Kitt Peak    | Spacewatch          | —         | MPC                           |
| 378925             | 2008 UT111 | 22 out 2008 | Kitt Peak    | Spacewatch          | —         | MPC                           |
| 378926             | 2008 UG112 | 22 out 2008 | Kitt Peak    | Spacewatch          | —         | MPC                           |
| 378927             | 2008 UQ116 | 22 out 2008 | Kitt Peak    | Spacewatch          | —         | MPC                           |
| 378928             | 2008 UA119 | 22 out 2008 | Kitt Peak    | Spacewatch          | —         | MPC                           |
| 378929             | 2008 UM120 | 22 out 2008 | Kitt Peak    | Spacewatch          | Brangane  | MPC                           |
| 378930             | 2008 UZ121 | 22 out 2008 | Kitt Peak    | Spacewatch          | —         | MPC                           |
| 378931             | 2008 UR125 | 22 out 2008 | Kitt Peak    | Spacewatch          | —         | MPC                           |
| 378932             | 2008 UK126 | 22 out 2008 | Kitt Peak    | Spacewatch          | —         | MPC                           |
| 378933             | 2008 UC127 | 22 out 2008 | Kitt Peak    | Spacewatch          | —         | MPC                           |
| 378934             | 2008 UH132 | 23 out 2008 | Kitt Peak    | Spacewatch          | —         | MPC                           |
| 378935             | 2008 UB133 | 23 out 2008 | Kitt Peak    | Spacewatch          | —         | MPC                           |
| 378936             | 2008 UT135 | 23 out 2008 | Kitt Peak    | Spacewatch          | —         | MPC                           |
| 378937             | 2008 UM138 | 23 out 2008 | Kitt Peak    | Spacewatch          | Maria     | MPC                           |
| 378938             | 2008 UT138 | 23 out 2008 | Kitt Peak    | Spacewatch          | —         | MPC                           |
| 378939             | 2008 UZ139 | 23 out 2008 | Kitt Peak    | Spacewatch          | —         | MPC                           |
| 378940             | 2008 UP141 | 23 out 2008 | Kitt Peak    | Spacewatch          | Ursula    | MPC                           |
| 378941             | 2008 UZ142 | 23 out 2008 | Kitt Peak    | Spacewatch          | —         | MPC                           |
| 378942             | 2008 UN144 | 23 out 2008 | Kitt Peak    | Spacewatch          | —         | MPC                           |
| 378943             | 2008 UC147 | 23 out 2008 | Kitt Peak    | Spacewatch          | Themis    | MPC                           |
| 378944             | 2008 UM148 | 23 out 2008 | Kitt Peak    | Spacewatch          | —         | MPC                           |
| 378945             | 2008 UO157 | 23 out 2008 | Mount Lemmon | Mount Lemmon Survey | —         | MPC                           |
| 378946             | 2008 UQ159 | 23 out 2008 | Kitt Peak    | Spacewatch          | —         | MPC                           |
| 378947             | 2008 UZ166 | 24 out 2008 | Kitt Peak    | Spacewatch          | —         | MPC                           |
| 378948             | 2008 UP176 | 24 out 2008 | Mount Lemmon | Mount Lemmon Survey | —         | MPC                           |
| 378949             | 2008 UM177 | 24 out 2008 | Mount Lemmon | Mount Lemmon Survey | Eos       | MPC                           |
| 378950             | 2008 UM178 | 26 set 2008 | Kitt Peak    | Spacewatch          | —         | MPC                           |
| 378951             | 2008 UU184 | 24 out 2008 | Kitt Peak    | Spacewatch          | —         | MPC                           |
| 378952             | 2008 UH185 | 24 out 2008 | Kitt Peak    | Spacewatch          | —         | MPC                           |
| 378953             | 2008 UQ185 | 24 out 2008 | Kitt Peak    | Spacewatch          | —         | MPC                           |
| 378954             | 2008 UK187 | 24 out 2008 | Kitt Peak    | Spacewatch          | —         | MPC                           |
| 378955             | 2008 UH188 | 24 out 2008 | Kitt Peak    | Spacewatch          | —         | MPC                           |
| 378956             | 2008 UC189 | 25 out 2008 | Mount Lemmon | Mount Lemmon Survey | Eos       | MPC                           |
| 378957             | 2008 UN189 | 25 out 2008 | Mount Lemmon | Mount Lemmon Survey | —         | MPC                           |
| 378958             | 2008 UP189 | 25 out 2008 | Mount Lemmon | Mount Lemmon Survey | —         | MPC                           |
| 378959             | 2008 UY190 | 25 out 2008 | Mount Lemmon | Mount Lemmon Survey | —         | MPC                           |
| 378960             | 2008 UL196 | 27 out 2008 | Kitt Peak    | Spacewatch          | —         | MPC                           |
| 378961             | 2008 UH204 | 25 ago 1998 | Caussols     | ODAS                | —         | MPC                           |
| 378962             | 2008 UK207 | 23 out 2008 | Kitt Peak    | Spacewatch          | —         | MPC                           |
| 378963             | 2008 UC210 | 23 out 2008 | Kitt Peak    | Spacewatch          | —         | MPC                           |
| 378964             | 2008 UF217 | 25 out 2008 | Mount Lemmon | Mount Lemmon Survey | —         | MPC                           |
| 378965             | 2008 UO217 | 28 set 2008 | Mount Lemmon | Mount Lemmon Survey | —         | MPC                           |
| 378966             | 2008 UU218 | 25 out 2008 | Kitt Peak    | Spacewatch          | Ursula    | MPC                           |
| 378967             | 2008 UR221 | 25 out 2008 | Kitt Peak    | Spacewatch          | —         | MPC                           |
| 378968             | 2008 UC226 | 25 out 2008 | Catalina     | CSS                 | —         | MPC                           |
| 378969             | 2008 UV229 | 25 out 2008 | Kitt Peak    | Spacewatch          | —         | MPC                           |
| 378970             | 2008 UN237 | 26 out 2008 | Kitt Peak    | Spacewatch          | —         | MPC                           |
| 378971             | 2008 UT239 | 26 out 2008 | Kitt Peak    | Spacewatch          | —         | MPC                           |
| 378972             | 2008 UN240 | 26 out 2008 | Kitt Peak    | Spacewatch          | Maria     | MPC                           |
| 378973             | 2008 UQ240 | 26 out 2008 | Kitt Peak    | Spacewatch          | Brangane  | MPC                           |
| 378974             | 2008 UD242 | 26 out 2008 | Kitt Peak    | Spacewatch          | —         | MPC                           |
| 378975             | 2008 UT242 | 26 out 2008 | Kitt Peak    | Spacewatch          | Brangane  | MPC                           |
| 378976             | 2008 UH244 | 26 out 2008 | Mount Lemmon | Mount Lemmon Survey | Eos       | MPC                           |
| 378977             | 2008 UG247 | 26 out 2008 | Kitt Peak    | Spacewatch          | —         | MPC                           |
| 378978             | 2008 UV258 | 27 out 2008 | Kitt Peak    | Spacewatch          | —         | MPC                           |
| 378979             | 2008 UJ259 | 27 out 2008 | Kitt Peak    | Spacewatch          | —         | MPC                           |
| 378980             | 2008 UH263 | 27 out 2008 | Kitt Peak    | Spacewatch          | Brangane  | MPC                           |
| 378981             | 2008 UJ263 | 27 out 2008 | Kitt Peak    | Spacewatch          | —         | MPC                           |
| 378982             | 2008 US267 | 28 out 2008 | Kitt Peak    | Spacewatch          | —         | MPC                           |
| 378983             | 2008 UB270 | 28 out 2008 | Kitt Peak    | Spacewatch          | Ursula    | MPC                           |
| 378984             | 2008 UC272 | 28 out 2008 | Kitt Peak    | Spacewatch          | —         | MPC                           |
| 378985             | 2008 UF279 | 28 out 2008 | Mount Lemmon | Mount Lemmon Survey | —         | MPC                           |
| 378986             | 2008 US282 | 28 out 2008 | Mount Lemmon | Mount Lemmon Survey | —         | MPC                           |
| 378987             | 2008 UO288 | 28 out 2008 | Mount Lemmon | Mount Lemmon Survey | —         | MPC                           |
| 378988             | 2008 UG289 | 28 out 2008 | Kitt Peak    | Spacewatch          | —         | MPC                           |
| 378989             | 2008 UW289 | 28 out 2008 | Kitt Peak    | Spacewatch          | —         | MPC                           |
| 378990             | 2008 UC290 | 28 out 2008 | Kitt Peak    | Spacewatch          | —         | MPC                           |
| 378991             | 2008 UV291 | 6 out 2008  | Kitt Peak    | Spacewatch          | —         | MPC                           |
| 378992             | 2008 UF295 | 29 out 2008 | Kitt Peak    | Spacewatch          | Chimaera  | MPC                           |
| 378993             | 2008 US300 | 29 out 2008 | Kitt Peak    | Spacewatch          | —         | MPC                           |
| 378994             | 2008 UK308 | 30 out 2008 | Kitt Peak    | Spacewatch          | —         | MPC                           |
| 378995             | 2008 UG309 | 30 out 2008 | Catalina     | CSS                 | —         | MPC                           |
| 378996             | 2008 UD314 | 30 out 2008 | Kitt Peak    | Spacewatch          | —         | MPC                           |
| 378997             | 2008 UK316 | 30 out 2008 | Kitt Peak    | Spacewatch          | —         | MPC                           |
| 378998             | 2008 UZ316 | 30 out 2008 | Kitt Peak    | Spacewatch          | —         | MPC                           |
| 378999             | 2008 UY324 | 31 out 2008 | Kitt Peak    | Spacewatch          | —         | MPC                           |
| 379000             | 2008 UN330 | 23 out 2008 | Kitt Peak    | Spacewatch          | —         | MPC                           |